# Štětí
Štětí (německy Wegstädtl) je město v okrese Litoměřice v jihovýchodní části Ústeckého kraje. Leží na pravém břehu Labe, v polokruhu obklopeném svahy stoupajícími na sever a na východ k vysočině (západní okraj Dubské plošiny). Tyto svahy se sklání na jih a na mnoha místech byly porušeny někdejšími vodopády. Takto vytvořeným stržím se říkalo „Příkopy“. Na druhém břehu Labe se táhne zalesněná výšina. Město leží padesát kilometrů severně od Prahy a šestnáct kilometrů od Mělníka a nacházejí se v něm největší papírny v České republice. Podle úředních informací trvale žije na území města přibližně 8 600 obyvatel.
Dominantu okolí tvoří vrch Špičák (281 metrů) v blízkosti Stračí. Kopec je na několika místech rozštěpen a v těchto rozštěpech se vyskytují zvětralé čedičové kuličky. Ze Špičáku je pěkná vyhlídka na Labe a částečně i na město. Mezi další významné body krajiny patří především historicky známá hora Říp (459 metrů), vysoká čedičová kupa, vzdálená deset kilometrů a Sovice (273 metrů), zčásti zalesněný svědecký vrch. Nedaleký chráněný přírodní útvar Radouň je znám výskytem vstavače vojenského (druh orchideje). Dále se zde vyskytují koniklec, sasanka hajní, vítod chocholičnatý, hořeček brvitý a jiné. Severně od města se také nachází přírodní památka Bílé stráně u Štětí vyhlášená v roce 2013. Ve městě se koná jednou za dva roky Národní festival dechových orchestrů (FEDO Štětí) s mezinárodními kapelami a bývá častým výchozím bodem pěší turistiky a cykloturistiky pro velké množství přírodních a historických památek v okolí. Nedaleko města se též nachází světoznámý veslařský kanál v Račicích.
Město je s výměrou 53,85 km² druhým největším v okrese a má velkou spádovou oblast, která se jednoduše označuje jako Štětsko.

## Název
Nejstarší dochovaný název města dle historických listin z let 1314 a 1467 je Sstiet [Štiet], s největší pravděpodobností od slova štít, resp. záštita. V pečeti městyse z roku 1555 je uveden název Steeti a v pozemkové knize z roku 1625 název Stieti. Friedrich Bernau zase uvádí jako původní název města Styet, údajně dle názvu základu v blízkosti vod, snad střežen vodními stavbami. Ještě konkrétněji hovoří historik Miroslav Plaček, dle kterého je název původem ze staročeského "ščetie", který označoval kůly zaražené do bažinatého terénu jako podklad pro svrchní stavbu. Následně v něm mají původ i slova štět, štětka, apod. Dle Ing. arch. Miloše Bílka, bývalého kronikáře města, označoval název "Styet" ve 14. a 15. století jednoduše pravý labský břeh. Jiné prameny uvádí, že název vznikl až od štětu tkalcovské štětky. Tuto informaci však nelze věrohodně doložit, přestože byl v minulosti ve městě velký punčochářský cech. Skutečný tvar jména Štětí je nalézán od roku 1572.

Německý název města vznikl z původního českého názvu ve spojení se 6. pádem „ve Štětí“ v 17. století. Z německých dochovaných textů z první poloviny 17. století je původní přeměna ještě velmi znatelná (1620 – Wischstettel, 1623 – Weestatel, Weschstetel apod.). Po třicetileté válce se do názvu dostala písmena g a k (1653 – Wegkstätel, 1664 - Wegstettel, 1687 - Weegstädtl). Název města nebyl jednotný a měl mnoho tvarů. Důvodem byl hlavně fakt, že v té době bylo Štětí městysem (Stadtel, Städtel). Ustálil se až od roku 1796 název Wegstädtl (městečko u cesty popř. městská cesta).

## Historie

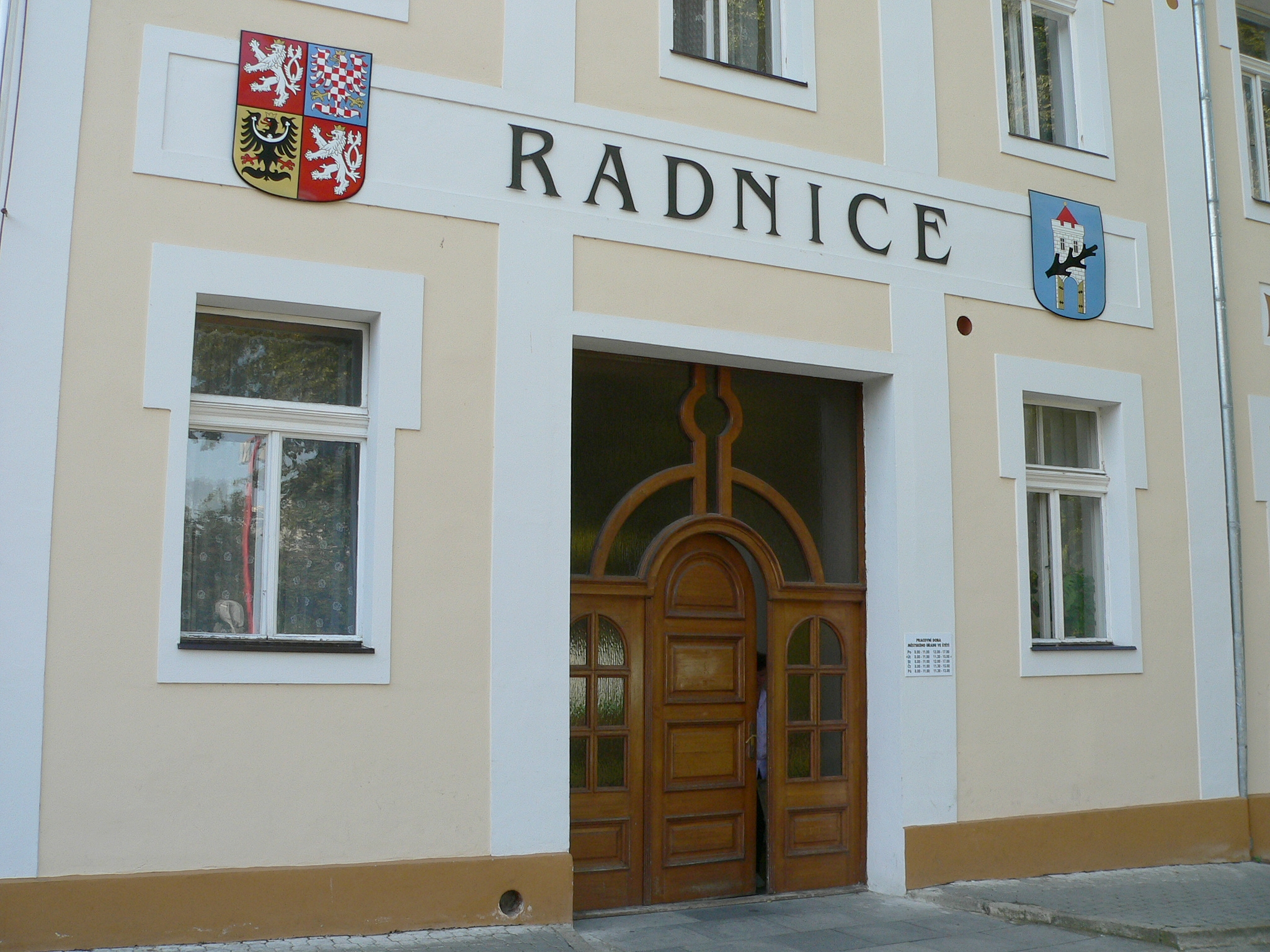
Radnice

Podle nálezů předmětů při výkopech v roce 1933 (kostry skrčenců, střepy nádob a předměty sloužící podle odhadu odborníků k zatížení sítí), spadají počátky osídlení Štětí do období takzvané Únětické kultury. Ke konci 1. tisíciletí osídlilo krajinu české etnikum. Zpráva kronikáře Hájka z Libočan, že Štětí v roce 1203 bylo zatopeno velkou povodní a po zničení na jiném místě opět vystavěno, má spíše podobu pověsti než písemného důkazu, ale skutečné průkazné listiny pocházejí z roku 1312. Nejstarší knihy jsou známy od roku 1593 a 1627. Současná radnice je renesanční z 16. století. Dříve však sloužila jako budova okresního soudu. Předchozí dvě radnice se nedochovaly. Barokní kostel svatého Šimona a Judy s malbami od J. Kramolína byl postaven v roce 1785 na místě malého kostelíka pobořeného 28. a 29. února 1784 povodní. V minulosti bylo Štětí opakovaně zasaženo živelními pohromami. V letech 1716, 1788 a 1851 vypukly ve městě požáry. K tomu přišla epidemie cholery v roce 1803. Povodeň v roce 1784 a velká povodeň v roce 1845 zaplavily více než 70 domů. Velké škody město také utrpělo při ničivé povodni v roce 2002, kdy se voda dostala až na centrální náměstí.

Štětí bylo ve 14. století součástí panství Mělník. V obci byl poplužní dvůr, který přenechala spolu s obcí královna Eliška pražskému měšťanovi Palduinovi. Ten prodal v roce 1314 část dvora a statky 24 sedlákům, kteří zde žili, jako dědičný majetek německého práva. Štětí, původně královský majetek, bylo často zastavováno různým vrchnostem. Nejvýznamnější z nich byl hofmistr českého království Zdislav Berka z Dubé. Vymohl v roce 1549 pro městečko u krále Ferdinanda I. pečeť a znak. V modrém štítě je stříbrná věž s otevřenou branou, dvěma okny, stínkami, červenou střechou a makovicí. Přes věž je šikmo zobrazená černá ostrev, znak Berků z Dubé. Nový zástavní pán, Jiří starší z Lobkowicz, se v roce 1579 násilně zmocnil městské samosprávy. Vzal občanům provozované várečné právo piva, sebral jim pozemkové knihy, sirotčí rejstříky, obecní truhlu a vzdorující radní uvrhl do mělnického zámeckého vězení. Starosta a celá obec museli o nápravu žádat císaře Rudolfa II. Štětštím se podařilo od císaře získat majestát 20. srpna 1608, kde jim bylo potvrzeno na věčné časy vařit pšeničné a ječné pivo a výslovně uznáno právo volného přesidlování a právo odkazovat majetek bez zásahu vrchnosti. Město mělo také právo nižší a vyšší soudní, tedy hrdelní moc. Štětí bylo jediné v panství s tímto soudním právem. Začátkem 17. století byly ve Štětí dva domy ve vlastnictví šlechticů. Jeden byl Kaplířův dům, který náležel Vojtěchu Vladislavu Vostrovskému Kaplířovi ze Sulevic a druhý vlastnil rytíř Felix Čejka z Olbramovic.

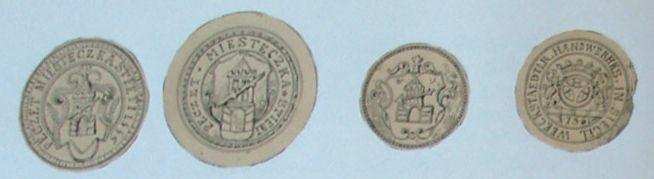
Pečeti města Štětí

Přílivem Němců po skončení třicetileté války ve 2. polovině 17. století získalo město německý charakter i jméno Wegstädtl. Katolická liga během 11. listopadu 1620 vyplenila město a zabila mnoho obyvatel. V letech 1640 a 1648 udělala totéž několikrát vojska švédská, která zabila asi dvě třetiny obyvatel. Město tak zpustlo. Také v sedmileté válce došlo k rabování a přesídlování. Po invazi Prusů v roce 1778 do Čech v době bramborové války došlo k několika potyčkám mezi pruskými a rakouskými vojsky v oblasti města. Vlivem těchto válečných útrap a živelních pohrom byla ve městě bída a hlad i po napoleonských válkách. Často zde dlouhodobě přespávali vojáci z důvodu výhodného umístění. V roce 1654 tvořilo Štětí 63 usedlostí, v roce 1770 jich město mělo 114, v roce 1849 už 220 a v roce 1918 300 popisných čísel a okolo tisíce obyvatel. V té době spadalo město pod okresy Dubá a později Roudnice nad Labem (od roku 1949). Až do padesátých let 20. století bylo Štětí městem převážně zemědělským s nárazovými vlnami některých řemesel. Například v roce 1832 bylo ve městě 75 mistrů cechu punčochářského. Před třicetiletou válkou mělo Štětí vlastní lázně. Až do druhé světové války město provozovalo pivovar, k jehož provozu získalo právo od Rudolfa II. a koželužnu s výrobou řemenů. Roku 1870 byl založen cukrovar firmy Winterberg & Heller. Od roku 1949 vznikají na místě cukrovaru papírny, které se během 25 let staly největším papírenským závodem ve Střední Evropě. Díky tomu vzrostl počet obyvatel na 8000 a připojením devíti obcí na 9200. Roku 1960 byl roudnický okres zrušen a Štětí tak bylo připojeno k okresu Litoměřice. Toto spojení bylo poněkud nevhodné, jelikož město mělo v minulosti vazby do středních Čech k Mělníku a Praze, než do severních Čech. V roce 1998 proběhla výstavba centrálního náměstí, které alespoň částečně vylepšuje vzhled města, postižený bytovou výstavbou ve formě betonových sídlišť. Při výstavbě sídlišť, centrálního náměstí a silničního obchvatu padla za oběť velká část původních budov a stavení.

## Přírodní poměry
Štětí se nachází na hranici Dolnooharské tabule (v níž leží větší částí) a Ralské pahorkatiny (resp. Dokeské pahorkatiny) v údolí úrodného Polabí, které je z jedné strany obklopeno svahy a z druhé strany ohraničeno řekou Labe. V minulosti řeka procházela tímto údolím, proto zde v historii docházelo k častým záplavám. Původní osídlení bylo tedy na levém břehu a nyní je na pravém, vzhledem k současnému korytu řeky. Tuto informaci dokládá i úryvek z knížky Miloše Bílka Štětská historie:

Úrodná polabská krajina s kdysi bohatým rybolovem byla osídlena odpradávna, mnohem dříve než na památný Říp měl podle pověsti vystoupit praotec Čech v čele našich slovanských předků. Četné archeologické nálezy dokládají nepřetržité osídlení zdejší krajiny již od třetího tisíciletí před naším letopočtem. V té době ještě Labe teklo velkým obloukem pod severovýchodními svahy a zdejší pravěká sídliště asi ležela na jeho tehdejším levém břehu (nebo na ostrově?) v říčním meandru.

Tedy nejspíše vlivem větší záplavy se změnilo koryto řeky. Půda údolí je tvořena vrstvami písčitých a jílovitých naplavenin (Diluvium – Aluvium), stráně jsou z opukového vápence. Výjimkou je nedaleký kopec Špičák, který protrhl vápencovou vrstvu ve tvaru nízkého čedičového kužele. Nejnižší nadmořská výška je v oblasti nábřeží Labe (152 metrů), nejvyšší v katastrálních územích Štětí I a II je nad papírnou na Bílých stráních (230 metrů) a nejvyšší nadmořskou výšku v celé oblasti Štětí má Újezdský Špičák (348 metrů).

### Klimatické podmínky
Podnebí v místě je mírné až teplé, dle Köppenovy klasifikace podnebí patří město do oblasti Dfb, tedy chladnější verze vlhkého kontinentální podnebí. Nad územím se však stýká i s podnebím oceánickým díky Golfskému proudu. Oblast se nachází v mírném podnebném pásu na severní polokouli, je tedy charakterizována dlouhými, teplými a často suchými léty s občasnými výkyvy teplot a krátkou mírně teplou zimou. Přechodná období, jaro a podzim, jsou velmi krátká.
| Štětí – podnebí                                                       | Štětí – podnebí | Štětí – podnebí | Štětí – podnebí | Štětí – podnebí | Štětí – podnebí | Štětí – podnebí | Štětí – podnebí | Štětí – podnebí | Štětí – podnebí | Štětí – podnebí | Štětí – podnebí | Štětí – podnebí | Štětí – podnebí |
| Období                                                                | leden           | únor            | březen          | duben           | květen          | červen          | červenec        | srpen           | září            | říjen           | listopad        | prosinec        | rok             |
| --------------------------------------------------------------------- | --------------- | --------------- | --------------- | --------------- | --------------- | --------------- | --------------- | --------------- | --------------- | --------------- | --------------- | --------------- | --------------- |
| Nejvyšší teplota [°C]                                                 | 15,3            | 13,9            | 21,1            | 27,6            | 32,8            | 40,8            | 41,8            | 42,0            | 33,8            | 21,8            | 18,1            | 13,0            | 42,0            |
| Průměrná teplota [°C]                                                 | 0,9             | 1,4             | 5,7             | 11,6            | 15,8            | 19,1            | 21,6            | 20,6            | 15,5            | 9,5             | 6,5             | 2,1             | 10,9            |
| Nejnižší teplota [°C]                                                 | −11,5           | −5,5            | −2,0            | −0,7            | 2,5             | 8,3             | 9,8             | 7,3             | 4,0             | 0,0             | −3,5            | −9,8            | −11,5           |
| Zdroj: R A T E s.r.o. - měření teploty ve Štětí (2007-2016) 28.5.2016 |                 |                 |                 |                 |                 |                 |                 |                 |                 |                 |                 |                 |                 |

### Ovzduší

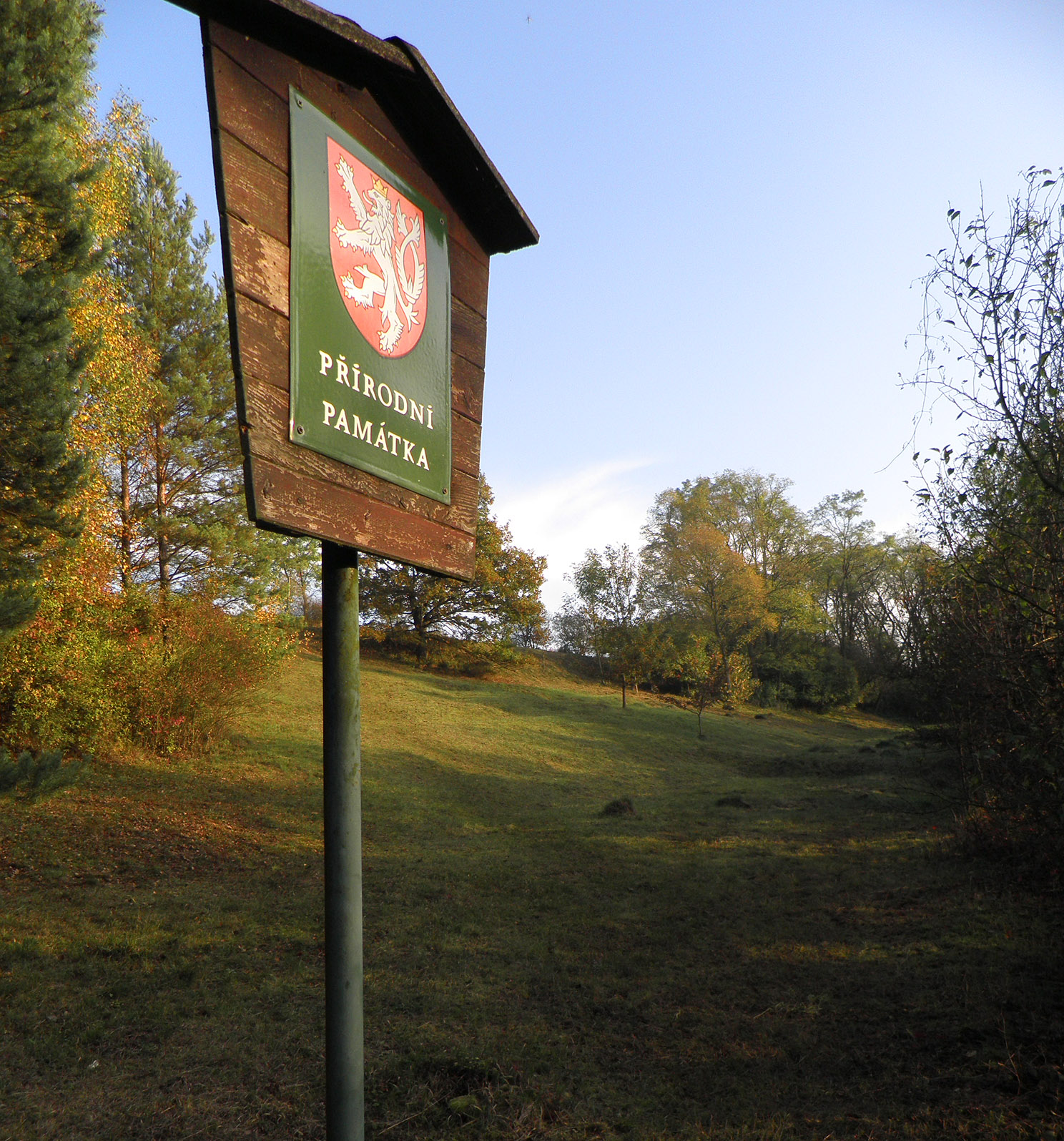
Přírodní památka Radouň

Ovzduší je v oblasti dosti postiženo, proto je častým tématem obyvatel města a okolí. Největším důvodem jsou místní papírny, blízká elektrárna Mělník a kamiónová doprava. Při příjezdu od Litoměřic jsou umístěny odkalovací nádrže, které jsou nejčastějším původcem zápachu ve městě. Zajímavostí je, že v nádržích byl spatřen vzácný Šťovík bahenní, který je považován za rostlinu ohroženou vyhynutím. V širším okolí způsobují zápach plyny vypouštěné ze samotných papíren, resp. papírenských komínů. Může se jednat o látky oxidu siřičitého, TRS (sloučeniny redukované síry), konkrétně sirovodík, metylmerkaptan a dimetyldisulfidy, dále pak benzo[a]pyren a ozón. Ve městě se nachází měřící stanice v oblasti knihovny města a bývalého učiliště, které však v minulosti prokazovaly jistou nespolehlivost častými výpadky v době, kdy hodnoty přesahují maximální povolené limity. Proto byl štětským zastupitelstvem v roce 2016 ustanoven výbor životního prostředí ze zástupců města a papíren. Město usilovalo o vybudování trvalé měřící stanice s nezávislým monitoringem. Následně se jednalo se Zdravotním ústavem v Ústí nad Labem tak, aby město bylo připojeno do celostátní sítě měřících stanic, které jsou od města vzdáleny a nelze tak účinně měřit koncentraci látek v místě. Realizace měřící stanice proběhla v roce 2017 v areálu Základní školy TGM za podpory dotace EU, v celkové částce převyšující 5,8 miliónu Kč. Obrazovka s hodnotami byla umístěna na budovu městské knihovny. Obava z mělnických elektráren vychází z připravované výstavby nové spalovny odpadů, s ohledem na dřívější události, týkající se spalování odpadů v čížkovické cementárně.

### Turistika a příroda
Město je vhodnou výchozí destinací pro pěší turistiku a cykloturistiku. I přes průmyslový ráz samotného města se v okolí nachází několik historických a přírodních památek a útvarů, ochranných pásem s ohroženými rostlinami a živočichy, četné lesy a louky a několik dalších turisticky zajímavých míst.
Chráněné lokality v katastrálním území Štětí a jeho místních částí:
- PP Radouň (I., II.) – naleziště rostlin vstavač vojenský (druh orchideje), koniklec, sasanka hajní, vítod chocholičnatý, hořeček brvitý aj.
- PP Bílé stráně u Štětí – polopřirozené suché trávníky a facie křovin na vápnitém podloží
- PR Mokřady dolní Liběchovky – rozsáhlé soustavy mokřadů v nivě říčky Liběchovka, vzácné druhy rostlin a živočichů, např. plži vrkoč útlý, vrkoč bažinný či oblovka velká
- CHKO Kokořínsko – Máchův Kraj

- Pěší turistika

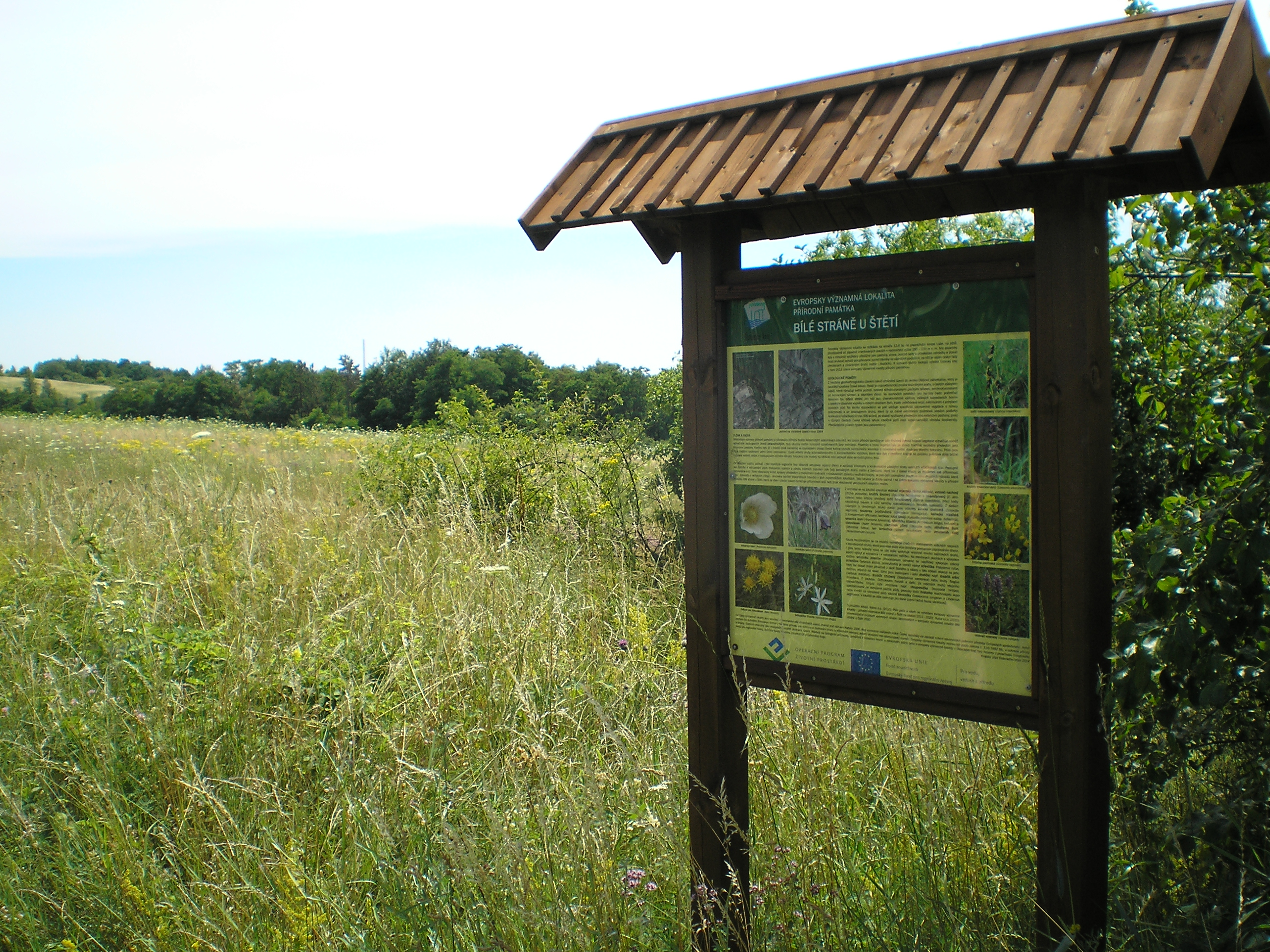
Přírodní památka Bílé stráně u Štětí

  - Naučná stezka loupežníka Štětky: asi 30 km dlouhá turistická trasa po Štětsku s 21 stanovišti
  - Polabské naučné stezky za vínem a poznáním: Zelčín - Mělník - Liběchov - Štětí - Hoštka - Sovice - Roudnice nad Labem
  -  Štětí (přístaviště) - Stračí - Mariánská kaple - Had - Harfenice - Želízy - Zimořský důl - Vidim - Nedvězí (Dubá)
  -  Mšeno - Jestřebice - Vidim - Chudolazy - Brocno - Radouň - Štětí - Labská terasa - Kochovice - Vetlá - Roudnice nad Labem - Rovné - Říp - Mnetěš - Ledčice
  -  Mariánská kaple - Pod Špičákem - Bílé stráně u Štětí - Hoštka - Kochovice
- Cykloturistika
  -  2 - (Labská cyklotrasa): Špindlerův Mlýn - Mělník - Hněvice - Děčín
  -  0057: Lhota - Tuhaň - Chcebuz - Brocno - Liběchov
  -  8249: Štětí (nádraží Hněvice) - Stračí - Liběchov - Mělník

| Poloostrov v hněvickém katastru | Blízký poloostrov spadající pod katastr Štětí, který je nedaleko Hněvic, je hojně využíván k lovu ryb. Označení ostrov vzniklo před regulací Labe, kterou prováděla pražská firma LANNA v letech 1908–1910. Tehdy byl už bahnem zanesený kanál zavezen hlušinou ze stavby jezu (za tímto účelem byly položeny koleje). Na ostrově byly louky, v roce 1878 byl zalesněn. Přes kanál vedla lávka. V meziválečném období byly na ostrově polní cestičky, zahradní restaurace a malé koupaliště pro děti. Po přebudování jezu v roce 1970 se zvedla hladina řeky, tím i spodní vody o 50 centimetrů a stromy začaly odumírat. Po několika zvýšeních vody byl ostrov zcela zpustošen a cestičky již nebyly obnoveny. V současné době se zde nachází soukromý pozemek firmy RockOil, po zbylé části vede cyklostezka Labe z druhé strany. |
| Příměstský les Žampich          | Mezi Štětím, Stračím a Počeplicemi se nachází malý příměstský les Žampich, který měří na délku přibližně 1,5 kilometru.[zdroj⁠?!] Často je využíván dětskými kroužky a školami pro tvorbu různých her v prostředí přírody. V lese jsou často zakládány protizákonné černé skládky. |

## Obyvatelstvo
Vývoj obyvatel byl ovlivněn především výstavbou severočeských papíren v 50. letech 20. století, kdy následně probíhala mohutná výstavba panelových domů a věžáků ve městě. Vlivem toho se počet obyvatel během 30 let více než zdvojnásobil. Nejvíce obyvatel mělo Štětí v srpnu 2008, kdy přesáhlo hranici 10 tisíc obyvatel včetně cizinců, trvale žijících na území města (přesněji 10 024). Informaci potvrzuje i vyjádření místostarosty, že ve městě žije přibližně 600 cizinců, kteří se však nezapočítávají pro účely výpočtu rozpočtového určení daní, nejsou tak uváděni v oficiálních statistikách Českého statistického úřadu. Od této doby počet obyvatel stabilně klesá.
|                                                                       | 1869  | 1880  | 1890  | 1900  | 1910  | 1921  | 1930  | 1950  | 1961  | 1970  | 1980  | 1991  | 2001  | 2011  |
| --------------------------------------------------------------------- | ----- | ----- | ----- | ----- | ----- | ----- | ----- | ----- | ----- | ----- | ----- | ----- | ----- | ----- |
| Obyvatelé                                                             | 1 502 | 1 714 | 1 725 | 1 731 | 1 775 | 1 854 | 1 950 | 1 695 | 3 910 | 5 303 | 7 529 | 7 360 | 8 058 | 7 637 |
| Domy                                                                  | 258   | 250   | 269   | 268   | 275   | 289   | 380   | 449   | 569   | 543   | 505   | 448   | 510   | 590   |
| Data z roku 1961 zahrnují i domy z místních částí Počeplice a Stračí. |       |       |       |       |       |       |       |       |       |       |       |       |       |       |

Národnostní složení města
| Národnost  | Procento |
| ---------- | -------- |
| Česká      | 92.49%   |
| Moravská   | 0.13%    |
| Slovenská  | 2.53%    |
| Polská     | 0.28%    |
| Německá    | 0.23%    |
| Ruská      | 0.03%    |
| Ukrajinská | 0.18%    |
| Vietnamská | 0.14%    |
| Ostatní    | 0.70%    |
| Nezjištěno | 3.28%    |

Veškeré údaje byly převzaty ze stránek města a Českého statistického úřadu.

## Hospodářství
První doložené zmínky jsou z roku 1312 o vsi se 24 hospodářstvími. Štětí bylo ve středověku poměrně chudé a převážně zemědělské. Městu se podařilo v roce 1557 získat privilegium na přívoz s rybolovem v Labi a roku 1608 od císaře Rudolfa II. získat várečné právo. Začátkem 17. století byl ve Štětí obecní dvůr, kovárna a 72 hospodářství. Obecní dvůr byl v roce 1776 zrušen. V 19. století se v oblasti pěstovaly obvyklé druhy obilí, okopaniny, pícniny, chmel a luštěniny, z nichž se dařilo obzvláště čočce. Postupně se zvyšovalo pěstování ovoce, zejména švestky a višně. Do 50. let 20. století se na stráních pěstovalo víno a na východě, na písčitých pozemcích chřest.

Ve městě bylo mnoho obuvnických mistrů, které ale počtem překonal punčochářský cech. Téměř v každém domě byl tkalcovský stav, na kterém se pletly punčochy. Ještě v roce 1832 se tímto řemeslem živilo 155 obyvatel. Jelikož se ale punčochářství také rozšířilo v Sasku, zdejší upadalo, až zaniklo. Vyráběné zboží, vlněné punčochy a bavlněné noční čepice, bylo prodáváno pražským kupcům a kramářům, zvláště pak na výročních trzích. Punčochy byly trvanlivé a pravobarevné a měly v zemi dobrou pověst. Kromě punčochářství a obuvnictví byly ve městě ještě cechy tkalců plátna, krejčích a řezníků.

V letech 1787 a 1797 byly zřízeny lodní mlýny, které ale byly následkem regulací Labe zrušeny. Dále pak fungovala obecní cihelna, výroba kamenných desek, továrna na vozy a cementárna. Jiné průmyslové podniky po krátkém trvání byly také uzavřeny, například větrný mlýn (zrušen 1804), parní mlýn (shořel) a klihárna (zrušena 1888). Do 20. století fungovaly továrna na usně a výrobu řemenů, pivovar a cukrovar.

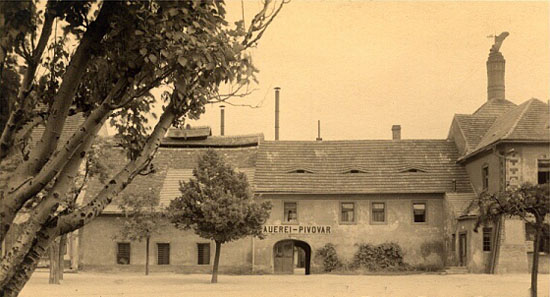
Bývalý pivovar ve Štětí, fotografie z r. 1929

Dům čp. 113 u břehu Labe, továrna na usně (koželužna), vybudovala v roce 1920 německo-židovská firma Rudolf Heller a syn. Budova a přilehlý areál (domy čp. 115, 116 a 117) sloužily jak k výrobě, tak k ubytování zaměstnanců. Na dvoře stál vysoký komín s kotelnou, studna a nádrže. V halách se věšely a vysoušely kůže z dobytka. Těsně před koncem 2. světové války v dubnu 1945, při náletu na hněvickou rafinérii benzínu, bylo shozeno též několik bomb před koželužnu a tlaková vlna rozbila všechna okna nejen v koželužně, ale i v blízkých domech. Po válce znárodněný podnik neprosperoval, výroba byla tedy ukončena v roce 1949. V roce 1954 byla přestavěna na obytný dům s 20 bytovými jednotkami pro papírnu.

První informace dokládají, že ve Štětí existoval pivovar již v 16. století. Na začátku 17. století byl spojen se starou radnicí a v pozemkové knize bývá označen jako obecní dvůr až do roku 1661, kdy se postavil nový obecní dvůr. Během třicetileté války byl zpustošen a znovu obnoven až v roce 1650. Pivovar byl původně městský, později se však stal výhradním majetkem občanů. V 18. století se v pivovaru uvařilo asi 800 sudů piva ročně. Štětí zůstalo jediným městem v okrese, které si i přes všechny útrapy dokázalo pivovar udržet. V roce 1852 částečně vyhořel a v letech 1916–1919 byl mimo provoz. Ukončil svoji činnost v roce 1934.

Cukrovar zahájil provoz 13. ledna 1871. Byl postaven na dobrém místě, přesto však zůstal ztrátový z důvodu neschopného vedení továrny. Po 10 letech byl prodán židům Vilému Witenbergovi a M. Hellerovi. Krátce na to plně obnovil provoz, proběhla modernizace a byla postavena vlečka ze stanice rakouské Severozápadní dráhy (nynější stanice Štětí). Za první republiky změnil majitel Rudolf Kürschner cukrovar na rafinerii. V meziválečném období zaměstnával přibližně 40 pracovníků. Po roce 1939 nacisté arizovali cukrovar židovským rodinám. Cukrovar fungoval až do roku 1948. V roce 1949 byl zrušen při revizi státního hospodářství a průmyslu. Zařízení bylo zastaralé a v ponechané budově vznikla papírna.

V roce 1950 se komunální podnik České pily, poblíž železniční trati u Stračí, přejmenoval na národní podnik Sport. V podniku se vyrábělo tělocvičné nářadí, tenisové rakety, zahradní nábytek, ribstole apod. Podnik se v průběhu času přejmenoval na Sport Artis a.s. Před rokem 1989 to byl druhý největší podnik ve městě (asi 180 zaměstnanců) a jediný podnik ve Štětí, kromě papírny, co nabízel pracovní příležitosti. V roce 1991, během Davis Cupu, podepsal tenista Tomáš Šmíd roční smlouvu s firmou, že bude hrát jako první československý profesionál s raketou domácí výroby. Jednalo se o typ s profilovanou hlavou, který se v podniku začal vyrábět ještě v tomtéž roce. Dále se ve firmě vyráběly hokejky pro Kanadu. Podnik spolupracoval s rakouskou firmou Fischer, přesto však neprospíval a v roce 1992 se Sport Artis ocitl v likvidaci. Pracoviště ve Štětí bylo dáno do aukce. Do roku 1998 však nikdo o areál neprojevil zájem, a tak postupně chátrá.

### Papírny ve Štětí

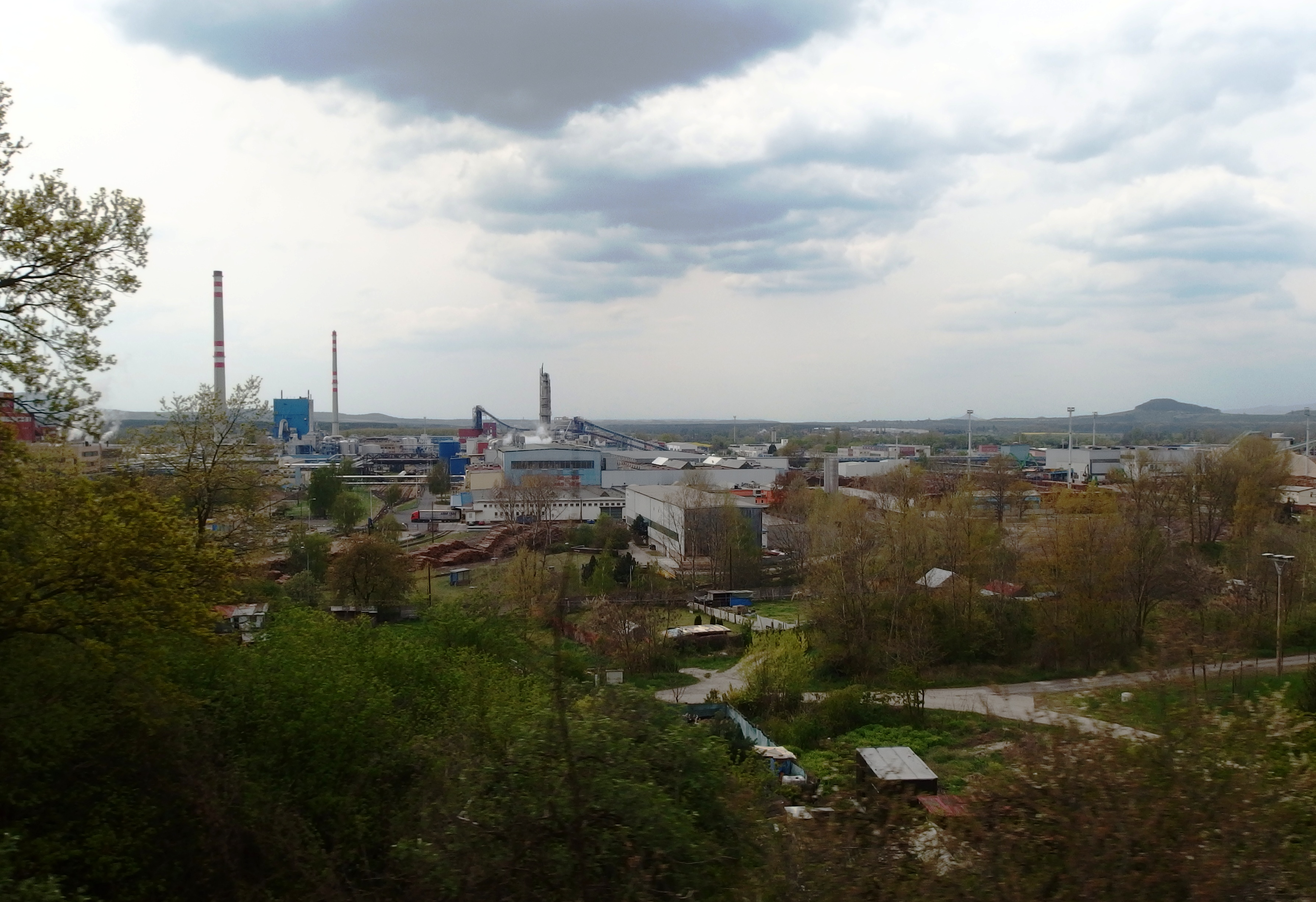
Papírny z Bílých strání u Štětí

Byly založeny 1. ledna 1949 jako národní podnik Papírny Štětí. Prvním výrobkem byla šedá strojní lepenka v roce 1952. Hlavní technologická část papírny byla zprovozněna v letech 1956–1958 a Rotostroj se následně budoval v letech 1960 až 1968. První novinový papír vyjel z linky 11. května 1963 a byl schopen vyrobit 250 tun papíru denně. V průběhu let se zde vystřídalo několik firem. Asi nejznámější v minulosti byla výroba novinového papíru firmou Norske Skog Štětí, do které firma během několika let investovala velké částky. Celkově se investice se po třech letech vyšplhaly téměř na 0,5 miliardy Kč. Kvalitu výroby podporovalo kvalitní dřevo, na kterém si firma zakládala. Díky tomu podíl Norske Skog Štětí na trhu novinového papíru v České republice byl 60 %. Rotostroj 12. května 2008 po modernizaci dosáhl rekordu, kdy byl schopen vyrobit 453 tun papíru za den (130 tisíc tun za rok), při této produkci papírna spotřebovala 140 tisíc tun dřeva. Z finančních důvodů byla výroba novinového papíru ve Štětí ve druhém čtvrtletí roku 2008 po 45 letech firmou Norske Skog ukončena. Důvodem ukončení výroby bylo zajištění konkurenceschopnosti ostatních výrobních závodů novinového papíru Norske Skog v Evropě. O zaměstnání přišlo na 210 zaměstnanců.

Nyní se v areálu nachází několik firem zajišťujících výrobu několika druhů papíru (např. krycí, strojově hlazené, pytlové, ceninové a speciální) a také největší tuzemský výrobce papíru Mondi Štětí a. s. Dále se zde nachází další firmy, které zajišťují veškerou dopravu a logistiku.
V celém areálu původně pracovalo přibližně 3 600 zaměstnanců. Vlivem modernizace, inovací a automatizací však v současnosti pracuje v komplexu méně než třetina tohoto počtu.

### Pila
Mezi lety 2018 a 2020 proběhla výstavba nové pily v těsné blízkosti papíren. Investorem se stala nová firma LABE WOOD s.r.o., vlastněná ECO-INVESTMENT, a. s. (37 %), Holzindustrie Maresch GmbH (33 %), Mondi Štětí a. s. (25 %) a UNITIMBER d. o. o. (5 %). Firma se zaměřuje na zpracování jehličnaté kulatiny a výrobu stavebního řeziva s ročním pořezem kolem jednoho miliónu kubíků dřevní hmoty. Výstavba stála přibližně tři miliardy Kč a zaměstnává 160 zaměstnanců na ploše 25 hektarů. Důvodem výstavby bylo větší využití kulatiny a štěpky v místě papíren na konkrétní produkty (např. hranoly, desky, lišty a latě) s přidanou hodnotou.

### Prádelna
Na okraji města, směrem k Radouni, byla v roce 1991 dokončena a 12. března téhož roku zprovozněna štětská prádelna jako společnost Prádelna Štětí a.s., pod hlavičkou Okresního podniku služeb v Litoměřicích. Již po výstavbě bylo předem zřejmé, že prádelna bude vysoce ztrátová, pokud se jí neujme větší soukromý investor.

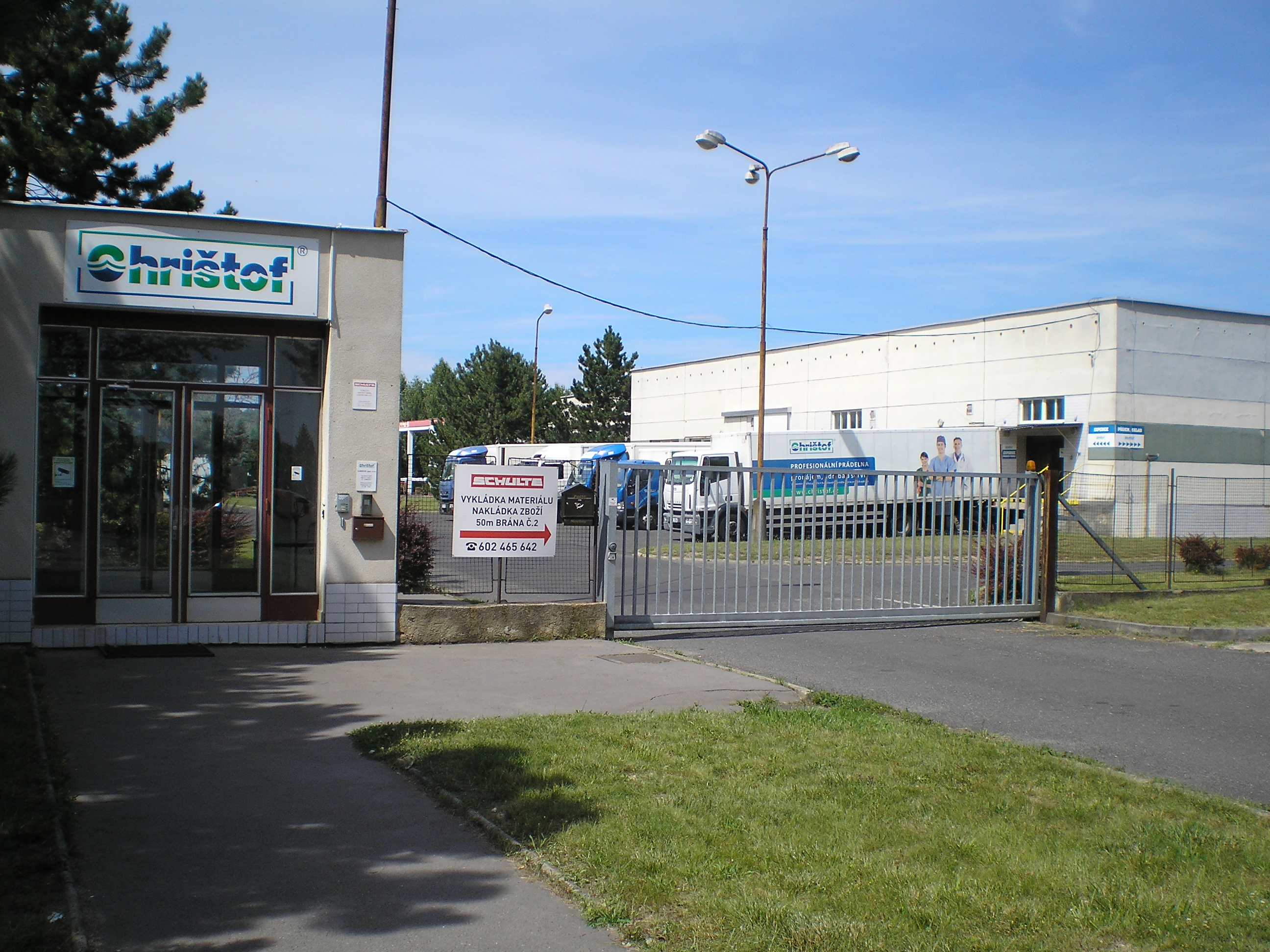
Vrátnice a vjezd do prádelny

Provoz prádelny je rozdělen na dvě části, tzv. špinavou část, kde je přijímáno znečištěné prádlo, a čistou část, kde je prádlo odesíláno zpět zákazníkům. Veškeré praní je řízeno elektronicky: prádlo prochází pracím tunelem a zaměstnanci pak nastaví pouze program praní dle znečištění a typu prádla. Prací stroj má 17 komor a uvnitř něj se nachází samostatné zóny na předpírku, praní a máchání. Každá z těchto zón má svou vlastní prací lázeň a každá prací linka může pojmout až 800 kilogramů prádla. Čistá část začíná zónou máchání, které je také řízeno elektronicky, včetně vysoušení. Veškeré zařízení a zaměstnanci, kteří přechází do čisté zóny, se důkladně dezinfikují (prochází přes dezinfekční komoru) a je nutností používat krycí oděv. Vyprané prádlo zaměstnanci skládají a rovnají tak, aby dále pokračovalo do velkého žehlicího stroje. Tento stroj je schopen vyžehlit až 1 tunu prádla za hodinu. Stroj si sám prádlo dle potřeby napne a složí. Pokud je nalezeno špatně vyprané prádlo, zaměstnanec je označí a linka ho sama pošle jiným výstupem zpět do prací zóny nebo k čištění skvrn. V čisté části je umístěn i sklad, kde je prádlo rozděleno dle vlastnictví na část v majetku prádelny a zvlášť jednotliví zákazníci. Uvnitř pracují i švadleny na drobné opravy.

V prádelně pracuje až 120 zaměstnanců ve dvousměnném provozu. Prostředí v čisté části je sterilizované téměř jak na operačním sále. Sterilitu prostředí ověřuje Zdravotní ústav Ústeckého kraje pomocí otisků a stěrů. Vliv prádelny na životní prostředí je minimální, čtyřikrát ročně jsou odebírány vzorky z odpadní vody. Například zákonné limity fosforu jsou 10 mg/l, prádelna má naměřeno však pouze pětinu tohoto množství. Klienti prádelny jsou především nemocnice a ubytovací zařízení, nejčastěji nemocnice v Roudnici, Litoměřicích a dvě fakultní nemocnice v Praze. Objednávka probíhá elektronicky a dodání je až přímo na místo, kde proběhne výměna za prádlo špinavé. Klienti mohou využít i prádlo, které je ve vlastnictví prádelny a nemusí se tak starat o údržbu. Prádelnou prochází až 400 tun prádla měsíčně.

V roce 2007 společnost Prádelna Štětí a. s. zanikla fúzí s firmou RENATEX GROUP a. s., kdy byla samotná firma též zrušena a nově pojmenována RENATEX CZ, a. s. s novým sídlem v Ostravě. V souvislosti se zvyšujícími se zakázkami z Čech, především z Prahy, koupila prádelnu v roce 2009 společnost Chrištof, s. r. o.

### Obchodní řetězce a další firmy
Ve městě jsou pouze dva známější řetězce s obchody potravin, konkrétně Penny Market (u silnice II/261) a malý supermarket Tesco (v centru). Menší prodejci jsou například Esomarket, Pramen.cz, Můjobchod, Proton (elektrospotřebiče), Teta (drogerie) a Bala. V letech 1992–2008 fungoval největší maloobchodní i velkoobchodní prodejce IT techniky ve městě, CPS Štětí v.o.s. Na místě původní prodejny v roce 2012 vznikly dvě nové firmy s podobným sortimentem, zvlášť maloobchod s IT a telekomunikační technikou (BROŽ - VÁPENÍK s.r.o.) a velkoobchod s papírnictvím (ERIBO PAPÍR s.r.o.). Samostatné větší firmy s jiným zaměřením jsou Slamont Štětí (instalace telekomunikačních zařízení a rozvodů, zabezpečovacích a měřících systémů), ERAM (zajišťování elektřiny pro objekty), Texal (zemědělství), Průmstav Štětí (stavebnictví a zámečnické práce), Schulte (výroba malířských válečků), Auris (průmyslová automatizace), Rate (výroba a distribuce tepla), Papkon (údržba strojů a výroba náhradních dílů) a Unistroj (výroba obráběných a jiných dílů pro stroje).

V roce 2007 koupila společnost Lidl autobusové nádraží ve Štětí od Ústeckého kraje s vidinou budoucí výstavby prodejny v místě vysoké průjezdnosti osobních automobilů. Firma chtěla nádraží rekultivovat a přiměřeně zmenšit vzhledem k dnešní obsazenosti jednotlivých nástupišť a současně tak, aby bylo dostatečné parkoviště u budoucí prodejny. Součástí byla i stavba nového kruhového objezdu na obchvatové komunikaci. Zastupitelstvem města byla dvakrát zamítnuta žádost firmy ke stavebnímu povolení, jelikož znamenalo změnu územního plánu a mělo také vybránu jinou oblast pro tyto účely, v místě naproti prádelnám, kde se nachází novostavby. Pro firmu tato oblast ale nebyla výhodná z hlediska přístupnosti. Napotřetí se nakonec po referendu, kde bylo víceméně rozhodnutí občanů jasné, povedlo prosadit alespoň změnu územního plánu. Situace však nic neřešila, jelikož se v místě budoucího autobusového nádraží plánoval nový sjezd z mostu. Lidl tak nejprve vyčkal na situaci, která nastane po rekonstrukci mostu. Dle plánů by výstavba prodejny měla započít na podzim roku 2020 společně s novou moderní zastávkou místo bývalého autobusového nádraží.

### Elektrárny
| Malá vodní elektrárna Štětí z račického břehu | Výstavba malé vodní elektrárny probíhala v letech 2012-2015 ve formě EPC kontraktu firmami Metrostav a.s a Zakládání staveb a.s. poblíž zdymadla Štětí. Stavba stále přibližně 964 miliónů Kč bez DPH a po dokončení byla předána společnosti Energeia o.p.s. jako MVE Štětí. Dle vyjádření vedení firmy byla elektrárna postavena za účelem vytváření finančních prostředků pro charitativní účely. Byly vybudovány speciální rybí přechody tak, aby elektrárna neovlivňovala faunu řeky a zároveň odpuzovací zařízení tak, aby se ryby nedostaly do vtokového objektu. Elektrárnu pohání dvě přímoproudé Kaplanovy turbíny v provedení PIT o průměru oběžného kola 5,10 metru. Maximální výkon každé z nich je 3,23 MW a dosažitelný provozní výkon elektrárny je 5,8 MW. Roční výroba elektřiny dosahuje průměrně 31,5 GWh. |
| Solární elektrárna ve Štětí                   | Za prádelnou, směrem na Radouň, v katastrálním území Štětí I se nachází 8 fotovoltaických zařízení. Celkový jejich výkon je 217,56 kW. Vlastníkem je MEDTEC-VOP spol. s r.o. |

## Městská správa

### Části města
- Brocno
- Čakovice
- Hněvice
- Chcebuz
- Počeplice
- Radouň
- Stračí
- Štětí
- Újezd
- Veselí

### Obecní symboly
Znak vlajka byla městu udělena rozhodnutím předsedy Poslanecké sněmovny Parlamentu České republiky dne 9. dubna 2002.

## Kultura
Město má pěší zónu, 2 domy s pečovatelskou službou, městskou tržnici, obchodní dům, poštu, velké množství restauračních zařízení, 3 hotely (pouze dva z nich však poskytují ubytování) a penzion. Pěší zóna vychází z centrálního náměstí, kde se nachází například městská knihovna a informační středisko, různé obchody a obchůdky, ale také obecní a soukromé byty. Kolem města je obchvatová komunikace, podél které a směrem na Stračí se staví malometrážní byty a nové rodinné domky pro mladé rodiny.

Ve městě se nachází pět mateřských škol, čtyři základní školy (z nichž je jedna speciální) a jedna umělecká škola se zaměřením na hudební nástroje a zpěv. Štětí je současně místem Vyšší odborné školy obalové techniky a Střední školy, která vznikla sloučením SOŠ a VOŠ obalové techniky (v ulici Kostelní) a SOŠ technické (v ulici Pivovarská) rozhodnutím zřizovatele školy, tedy Ústeckým krajem. Taktéž zde působí Dům dětí a mládeže Štětí (DDM Štětí), které zajišťuje různé kroužky, volnočasové aktivity a zájezdy pro děti od předškolního věku až do dospělosti. Lékařskou péči zajišťuje Dům lékařských služeb se dvěma dalšími středisky a několika samostatnými ordinacemi. Ve městě chybí pouze ortopéd a neurolog.
Kulturní život zajišťuje 3D kino a kulturní středisko města, mimo jiné s šedesátičlenným dechovým orchestrem a několika mažoretkovými soubory, beatovými, country a rockovými kapelami. První mažoretkový soubor v republice, ještě v tehdejším Československu, vznikl v roce 1971 právě ve Štětí. Zakladateli byli skladatel a dirigent Jaroslav Bílý a učitel, hudebník a dirigent Václav Kučera z Chebu. I přes počáteční nedůvěru tehdejších politiků, se vystupování mažoretek ujalo jako běžná součást vystupování dechových orchestrů. Jednou za 2 roky je ve městě tradičně pořádán národní festival dechových orchestrů (FEDO) s mnoha zahraničními účastníky, včetně mažoretek. Festival začíná vždy průvodem městem a končí megakoncertem všech orchestrů. Každoročně na podzim se koná Jarmark, který je spojen s různými zábavními a pouťovými atrakcemi a během roku také mnoho menších akcí, například pálení čarodějnic zakončené ohňostrojem u Labe, Rockový kotrmelec, Štětský varhanní podzim v kostele svatého Šimona a Judy a Štětská ostrev (ukázka historického šermu a bitev). V minulosti zde fungoval také tradiční Štětský tuplák (country-folk festival se soutěží v pití piva), který byl nahrazen drobnějšími akcemi během roku. Od roku 2008 se koná Refresh Contest pod patronací Skateboard oddílu SK Štětí, který kombinuje sportovní klání s hudebními vystoupeními. Postupně byly v místních částech obnoveny místní poutě jako např. Stračenská pouť, Radouňská pouť, Počeplická pouť apod.

### Národní festival dechových orchestrů (FEDO)

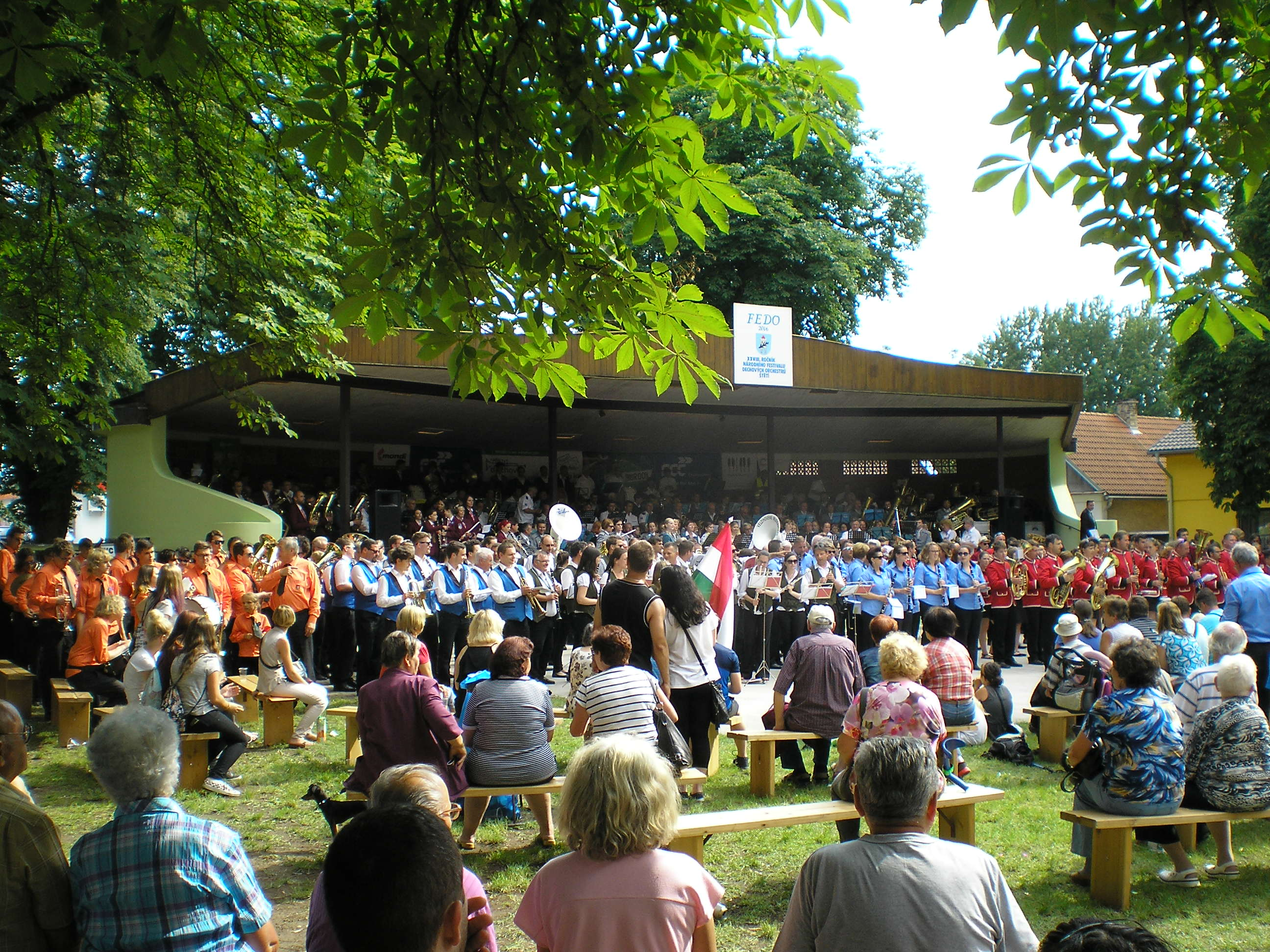
Monstrkoncert FEDO 2016

Festival dechových orchestrů ve Štětí (či jen FEDO Štětí) je, co do počtu účastníků, druhý největší mezinárodní festival dechové hudby v České republice hned po Kmochově Kolíně. Zakladatelem byl velmi úspěšný skladatel a dirigent Jaroslav Bílý, který dal vzniknout i několika jiným dechovým festivalům po republice (např. ve Zlíně).

Jednotlivé ročníky se již od počátku drží stále podobných osnov. První den, v pátek, dorazí účastníci festivalu a po krátkém vystoupení jsou přivítáni starostou města na radnici. Následující den dopoledne probíhají koncerty v různých částech města, poté se uskuteční průvod jednotlivých kapel v doprovodu mažoretkových skupin a odpoledne koncert na Husově náměstí. Poslední ročníky jsou soboty uzavírány vystoupením mažoretek u věžáků a ohňostrojem. V neděli, po dopoledních představeních, proběhne odpoledne tradiční Monstrkoncert, kde vystupují všichni účastníci společně.

9. září 1969 se uskutečnil 1. ročník festivalu jako součást Štětského kulturního podzimu. Na festivalu probíhala třídenní soutěž, kterou vyhrála štětská sestava pod vedením pana Bílého. Festival vyvrcholil 14. září, kdy proběhl slavnostní průvod městem a následně Monstrkoncert, na kterém vystoupilo současně 200 hudebníků. Následujícího ročníku se zúčastnil první zahraniční orchestr, z bývalé Jugoslávie. Do roku 1978 se FEDO konal každý rok, následně však jednou za 2 roky. Do současné doby se tak zúčastnilo festivalu velké množství mažoretkových skupin, hudebníků, kapel a orchestrů z několika desítek zemí (nejen Evropských) a tuzemska. Každý ročník se pravidelně zúčastní festivalu přibližně kolem 1 000 účinkujících.

V roce 2008 byl zahájen 1. ročník festivalu rockových dechových orchestrů (FERODO), který probíhá současně s FEDO, avšak poblíž skateparku u Labe. Tento festival má spíše publikum mladších ročníků.

### Školství
Informace o první škole v oblasti je z roku 1609 v pozemkové knize. Do roku 1677 se ve Štětí vyučovalo výhradně českým jazykem. Následující roky probíhala radikální germanizace a začalo se zde vyučovat oficiálně pouze německy. Úsilí vybudovat ve městě českou školu bylo marné, kvůli odporu místních Němců. Děti z českých rodin tak museli cestovat a nechat se převážet přes Labe, které bylo jazykovou bariérou, na druhou stranu do sousedních Račic, kde se nacházela česká škola. Plných 242 let se tak ve Štětí nevyučovalo česky. V roce 1919 byla zřízena česká obecní škola, do které se přihlásilo 131 dětí ryze českého původu. Současně s obecní školou vznikla i mateřská školka. Ve stejné době vznikaly i školy v okolí např. v Radouni, na Chcebuzi a nebo v Hoštce. Vznikly díky zájmu předsedy tehdejší správní komise Aloisovi Paulemu. Ve škole z počátku fungovaly 3 třídy a vyučovalo se ve dvou místnostech v přízemí německé obecní školy. Ještě tentýž rok bylo vyučování rozšířeno o další místnost a malý kabinet bez oken. V roce 1921 byly přiškoleny obce Počeplice a Stračí. Poté, v roce 1927, vznikla ve Stračí samostatná obecní škola. Teprve až v roce 1933 byl ve Štětí položen základní kámen k výstavbě samostatné budovy českých škol - mateřské, obecní a měšťanské. Během výkopů byly odkryty hroby skrčenců z doby bronzové.

#### Základní školy

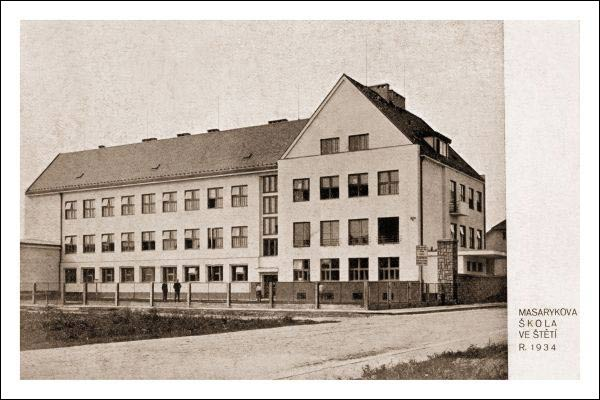
Masarykova škola z r. 1934

Masarykova škola (ZŠ TGM, dříve také 1. ZŠ) byla slavnostně otevřena v roce 1934. Otevření provázelo problémy s fanatickými henleinovci, kteří se pokoušeli budovu školy několikrát zapálit. To mělo vyústit k velké rvačce, jelikož přijížděli Němci z blízkých vesnic jako podpora a Češi přijížděli zase např. z Mělníka, Brandýsa či Roudnice. Nakonec však zasáhla státní policie a včas město uzavřela. Prvním ředitelem školy byl v letech 1934–1938 Augustin Lukeš. Při začlenění města do nacistického Německa v roce 1938 byly české školy zrušeny a znovu obnoveny po osvobození a následném opuštění ruských posádek v roce 1945. Ve škole se vyučuje v devíti třídách, jazykových učebnách, dílnách, počítačové pracovně a cvičné kuchyni. V areálu školy je také zahrada, tělocvična a hřiště.

Základní škola ve Školní ulici (ZŠ Školní, dříve též 2. ZŠ) byla slavnostně otevřena 3. září 1961 a o den později byl zahájen nový školní rok. Budova školy byla postavena stavební správou ve Štětí, Pozemní stavby Pardubice n.p. s měsíčním zpožděním. Škola byla postavena především z důvodu nedostatečné kapacity Masarykovy školy. Při rozdělení přišlo na školu 473 dětí, které byly rozděleny do patnácti tříd. Prvním ředitelem byl jmenován A. Blahoš. V areálu školy jsou kromě samotných vyučovacích tříd i počítačové učebny, dílny, kuchyně, školní zahrada a nově přebudované hřiště s dvěma hracími plochami (jedno s umělou trávou na fotbal a druhé s umělým povrchem na košíkovou a odbíjenou), školní jídelna a družiny. Z důvodu nedostatečné kapacity školy a velkého zájmu bude na části zahrady doděláván přístavek s dalšími místnostmi.

Základní škola v ulici Ostrovní (ZŠ Ostrovní, dříve též 3. ZŠ) byla otevřena v roce 1981 a nachází se poblíž silnice II/261. Díky úzké spolupráci se Sportcentrem Labe má škola velmi blízko k veškerým sportovním aktivitám ve městě. Škola má v areálu dvě tělocvičny, dětské dopravní hřiště, velké hřiště pro míčové hry, školní družiny a sportovně zaměřené družiny, posilovnu a počítačovou učebnu. V budově školy sídlí také Centrální školní jídelna ve Štětí, která má druhé pracoviště na ZŠ Školní. Také zde funguje Speciální základní škola pro žáky, kteří nemohou být přijati na ostatní základní školy. V nevyužívaných místnostech ZŠ se také nachází jedna z mateřských škol města.

Základní umělecká škola v ulici Horova (ZUŠ Štětí) byla založena roku 1959 v budově bývalé mateřské školky jako Hudební škola. Výuka je určena zejména pro žáky základních škol spádové oblasti Štětí. Zvláště talentovaní žáci jsou připravováni k dalšímu studiu na vyšších umělecký školách. Ve škole se vyučuje v hudebním a výtvarném oboru. V hudebním oboru se jedná o teoretické znalosti a základy (hudební nauka) a sborový zpěv, dále pak hra na kytaru (klasická i elektrická), bicí nástroje, akordeon, klavír, trubka, fagot, klarinet, zobcovou flétnu a různé kombinace v komorní hře. Žáci také vystupují v sálech Kulturního střediska a různých soutěžích. Výtvarný obor je rozdělen na plošné tvorby (malby, kresby a grafika), prostorové (práce s materiálem, např. sádrou a hlínou) a objektové s akční (prostředí a aktivity v krajině). Studium je rozděleno do tří fází – přípravné, sedmileté základní a poté tříleté. Vybraná tvorba je potom vystavena např. v městské knihovně nebo městském kině.

#### Střední školy a Vyšší odborná škola

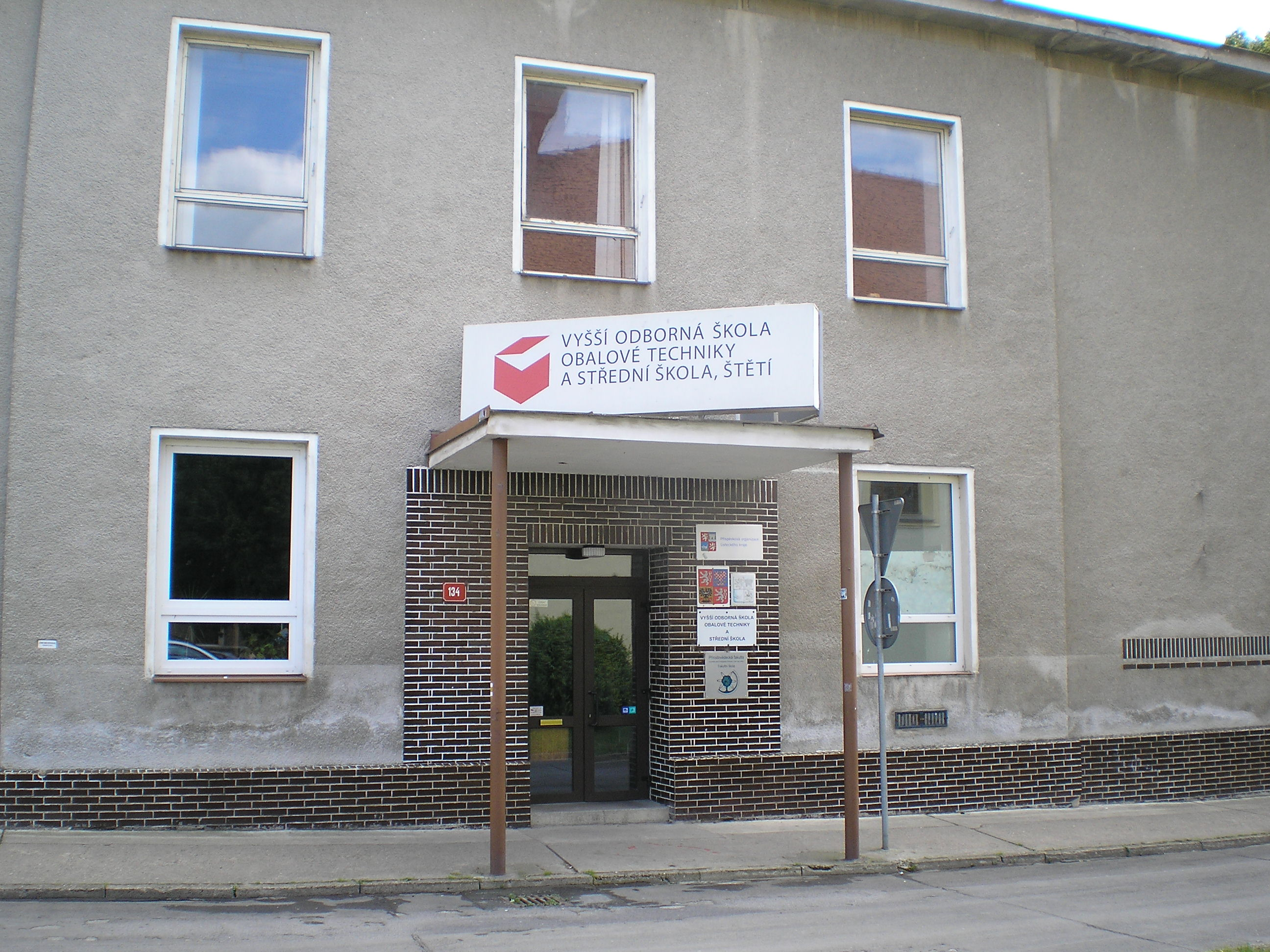
Vchod do budovy střední školy v ulici Kostelní

V minulosti ve Štětí existovaly dvě střední školy. První z nich, Střední odborná škola technická (dříve také SOU a SOŠ) byla otevřena 5. září 1963 jako Odborné učiliště n.p. SEPAP Štětí. Zaměřena byla především na manuálně zručné absolventy základních škol (truhlář, elektrikář, strojní mechanik, zámečník, krejčí atd.), kteří by pak našli uplatnění v místní papírně. Byly zde vyučovány tříleté učební obory ukončené závěrečnou zkouškou a čtyřleté studijní obory ukončené maturitní zkouškou. Pro absolventy středních odborných učilišť zde byla také dvouletá nástavbová studia na učební obory, které byly ukončené maturitní zkouškou. Druhá, Střední průmyslová škola papírenská byla otevřena v roce 1983 s oborem Výroba celulózy a papíru. Škola byla převedena z města Hostinné, kde působila původně 32 let a byla vedena ředitelem SPŠ chemické v Lovosicích ing. Karlem Cermánkem, protože škola byla její součástí. V roce 1987 se škola osamostatnila a následně roku 1988 přešel na školu obor Obalová technika z pražské VOŠ a SPŠ grafické. V roce 1993 začala škola vyučovat obor Management aplikace osobních počítačů, tedy první IT obor, který byl později rozšiřován o další obory, již v rámci České republiky (např. v roce 1995 studijní obor 12-87-6/12 Informační technologie – správce počítačové sítě), z důvodu enormního zájmu studentů. Obory v informační technologii jsou v současnosti základním kamenem školy, tak jako se modernizací obalová technika dostala až ke grafickému designu, který se zpracovává také na počítačích. V roce 1996 odmaturovali poslední studenti studijního oboru Výroba celulózy a papíru, jelikož o tento obor již nebyl zájem.

Vyšší odborná škola vznikla v návaznosti na obor Obalové techniky na stávající Střední průmyslové škole v roce 1996 se studijním oborem Obalový a grafický design. Škola tak byla přejmenována na SOŠ a VOŠ obalové techniky. Je se svým zaměřením a vybavením pro tento obor jediná v republice. Jde o obor multidisciplinární, kde se spojují nároky na studenty v kreativní a konstrukční oblasti a studenti také musí znát materiály a jejich vlastnosti. Hlavními předměty jsou např. dějiny výtvarné kultury (DVK), obalové a tiskové techniky (OTT), nauka o materiálu (NAM), počítačová grafika (PGR), konstrukční design (KOD) spolu s praktickými cvičeními (PAC). Volitelné předměty v 1. a 2. roč. Signmaking nebo Multimediální tvorba. Organizace studia je stejná jako na vysoké škole, tedy s přednáškami, zápočty a zkouškami. Výhodou je ale čtyřměsíční odborná praxe ve čtvrtém semestru ve firmách. Studenti také na rozdíl od vysokých škol skládají v závěrečné zkoušce (absolutoriu) zkoušku z cizího odborného jazyka. U absolutoria také obhajují praktickou práci na různá témata, např. obalový set pro hračky, sklo, kosmetiku, potraviny, nápoje (včetně všech propagačních aj. materiálů), ale také se již řešil např. dřevěný obal pro ultralight. V roce 2006 byla škola přejmenována na VOŠ obalové techniky a Střední škola.

Roku 2007 byly střední školy sloučeny do jedné, rozhodnutím zřizovatele školy, tedy Ústeckým krajem. Název školy zůstal z původní průmyslové, která se nachází v ulici Kostelní.

### Sport
Sportovní vyžití obyvatel umožňuje fotbalový a atletický areál s kurty pro tenis a házenou, který vznikl v roce 1971. Ve městě pracuje tělovýchovná organizace SK Štětí z.s., jejíž součástí jsou další sportovní oddíly, např. fotbalový klub SK Štětí, herna stolního tenisu, volejbal, jachting, kanoistika, florbal aj. Na okraji města se nachází otevřené koupaliště s tobogánem, které bylo v roce 2013 znovuotevřeno po kompletní rekonstrukci. Opravy provázely dosti sporné finanční částky, které se měly do prací vložit, čímž se rekonstrukce protáhla na 2 roky. Nyní se zde nachází například hřiště pro plážový volejbal, hřiště na minigolf a různá občerstvení. Na nábřeží u Labe je moderní park s dětskými hřišti a posezením a od roku 2005 také skatepark. Dále po směru řeky se nachází budova Českého rybářského svazu, který provozuje různé aktivity a kroužky. Dosti často se v ranních hodinách podél celého nábřeží objevují rybáři s pruty, tak jako z druhé strany řeky. I když voda není právě nejčistější, je Štětí na seznamu zdravých měst a každým rokem se čistota Labe zlepšuje. Podél Labe se nacházel Areál vodních sportů pro veslaře, kanoisty a jachtaře, který byl naprosto zničen povodněmi v letech 2002, 2006 a 2013. V minulosti zde byly provozovány tzv. Sluneční lázně jako náhrada za koupaliště, kde probíhala rekonstrukce. Přesto však fungovaly dále i po znovuotevření koupaliště. Areál již neexistuje, jelikož proběhla demolice zničených objektů po poslední povodni a po přebudování bude sloužit jako ubytovna a tréninkové centrum Labe Arény pro sportovce.
Sportovní organizace a kluby působící ve Štětí (2017):
- Sportovní klub Štětí – ASPV (Asociace sportů pro všechny - gymnastika a lehká atletika, orientační běh, florbal, vybíjená, aerobik, zdravotní a rehabilitační cvičení, volejbal, nohejbal, brännball), florbal, fotbal, kanoistika, skateboard, stolní tenis, tenis, volejbal, yacht klub
- Klub vodních sportů Štětí (TJ KVS Štětí) – aerobik, atletika, bilingvní atletika, cyklistika, turistika, vědecký kroužek, vodní sporty (dračí lodě, rychlostní pramice, veslování)
- Český rybářský svaz Štětí – rybářství, turistika
- Karatedó Steklý – bojové sporty (karate a sebeobrana)
- SK Nephilim z.s. – mažoretkování
- TK Štětí (Klub českých turistů) – cyklistika, turistika
- HC Směr Palermo – lední hokej
- HC Quatro – lední hokej
- FK Radouň (TJ Sokol Radouň) – fotbal
- TJ Daewoo Šťastný Počeplice – fotbal
- Asociace TOM ČR (Tuláci Štětí) – turistika
- Junák, středisko Štětí – skauting
- Klub šachistů Štětí – šachy
- Spyn-a-Gym – fitness a tance

#### Labe Aréna Štětí

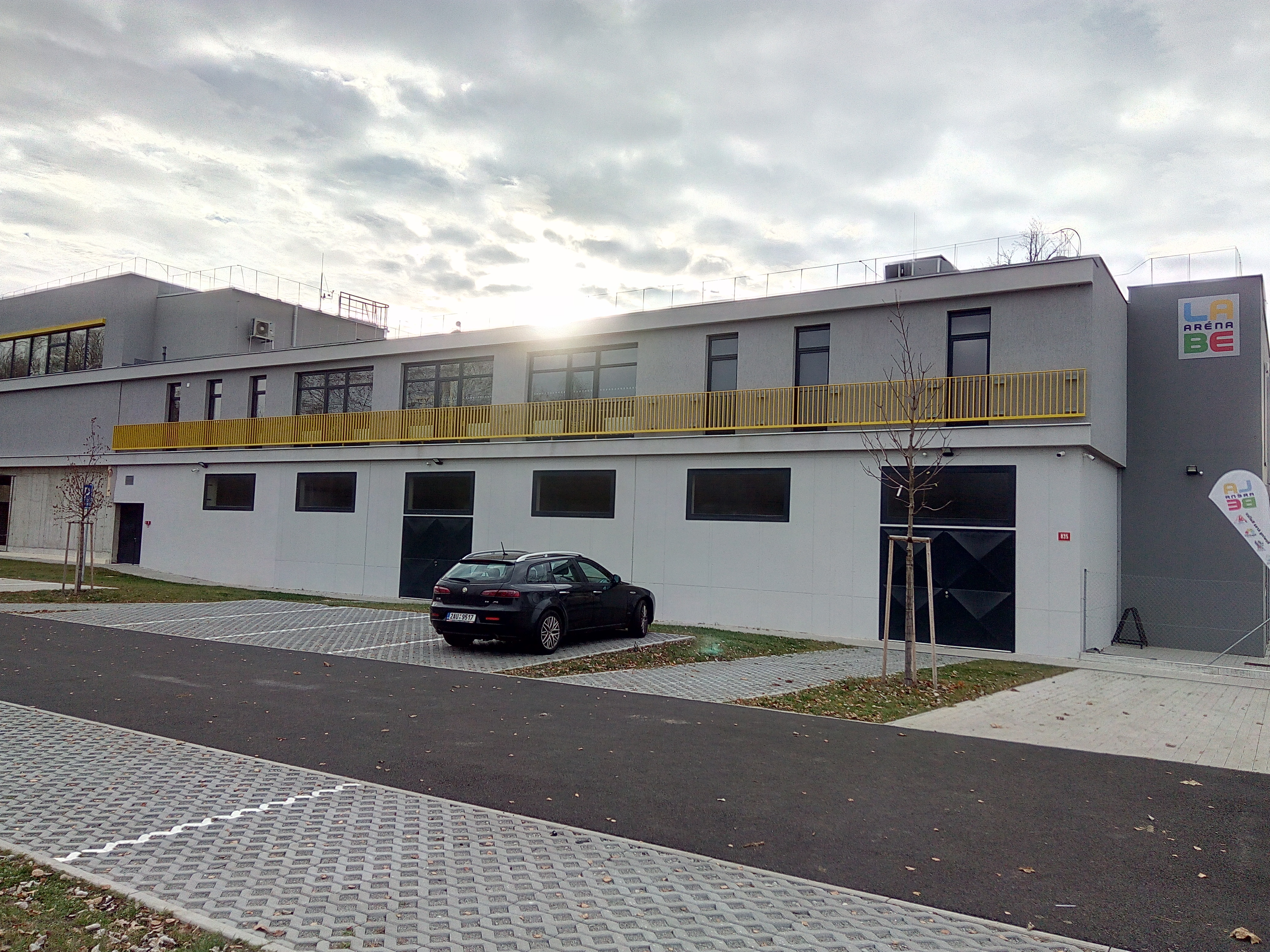
Labe Aréna Štětí

Labe Aréna Štětí je spolu s Labe Arénou Račice místem Národního olympijského centra vodních sportů. Její stavba začala 11. července 2016 firmou Klement a.s. Základy budovy stojí na 70 pilotech o průměru 900 milimetrů, zasahujících do hloubky přibližně 15 metrů. Důvody jsou především ochrana před budoucími povodněmi, které způsobily devastaci areálu v minulosti a nestabilní podloží, které bylo ještě v 19. století bažinou.

Projekt Labe Arény Štětí obsahuje unikátní aktivní veslařský a kanoistický bazén, který navrhl tým profesora Pollerta ze stavební fakulty ČVUT v Praze. Ten je také autorem projektu kanálu vodního slalomu z olympijských her v Rio de Janeiru a podobný projekt plánuje i pro olympijské hry v Tokiu. Vodu v bazénu bude pohánět série vodních čerpadel tak, aby simulovala jízdu lodí po vodní hladině. V Evropě je jediný takový bazén v Londýně, který je 15 let starý, kde se voda pohybuje rychlostí přibližně 2 m/s. Bazény ve Štětí budou pracovat dvojnásobnou rychlostí a simulace jízdy na vodě bude mnohem reálnější. Samotná konstrukce bazénu byla zvolena nezvykle se spodní výměnou vody, tedy voda po opuštění části bazénu, ve které se vesluje nebo pádluje, padá do podzemí, kudy se vrací zpět. Tvar konstrukce bazénů je vysoce náročný na přesnost. Například na 10 metrech se musí dosáhnout sklon 4 milimetrů.

Loděnice ve Štětí slouží částečně pro uživatele račického kanálu, kde je veslařský a kanoistický hangár i částečně pro veslaře a kanoisty ze Štětí. V rámci první etapy výstavby vznikly ve dvou patrech hangáry, sociální zázemí, posilovna a tělocvična. Aktivní bazény, které měly být součástí první etapy, nebyly dokončeny a nyní probíhá soudní spor o nedokončeném díle. Později vznikne ještě třetí patro s ubytovacím zázemím a regenerací. Součástí Labe Arény Štětí je i tréninková dráha na Labi v délce 10 kilometrů.

## Doprava
Ve středověku fungovala doprava z důvodu špatných cest hlavně po řece. Například ještě začátkem 20. století ve městě neexistovaly kamenné cesty ani ulice.

### Silniční doprava
Okresní silnice byly založeny v roce 1850 a roku 1880 byly položeny základy současné silnice II. třídy II/261, která vedla z Hoštky do Liběchova. Nyní tvoří část obchvatu kolem centra města a hlavní tah na Ústí nad Labem, Litoměřice a Mělník. Druhá silnice (nynější silnice III. třídy III/26122), která vede z centra do Radouně, směrem na Dubou byla vytvořena ve stejnou dobu. Dále se pak lze dostat z města do vedlejšího Stračí (silnice III. třídy III/26121). Na druhé straně, podél toku Labe vede silnice III. třídy III/24050 ze směru Mělník a Hněvice, poté se napojuje na štětský most a dále prochází Račicemi, Zálužím a Dobříní. Silnice III. třídy III/24049 slouží jako dálniční přivaděč z dálnice D8 - exit 29, která je vzdálená 14 kilometrů; prochází přes obchvat Roudnice nad Labem, Předonínem a končí poblíž Račic, u podjezdu vlečky nedalekého seřaďovacího nádraží papíren. Tam se napojuje na silnici z Hněvic.

#### Štětské mosty

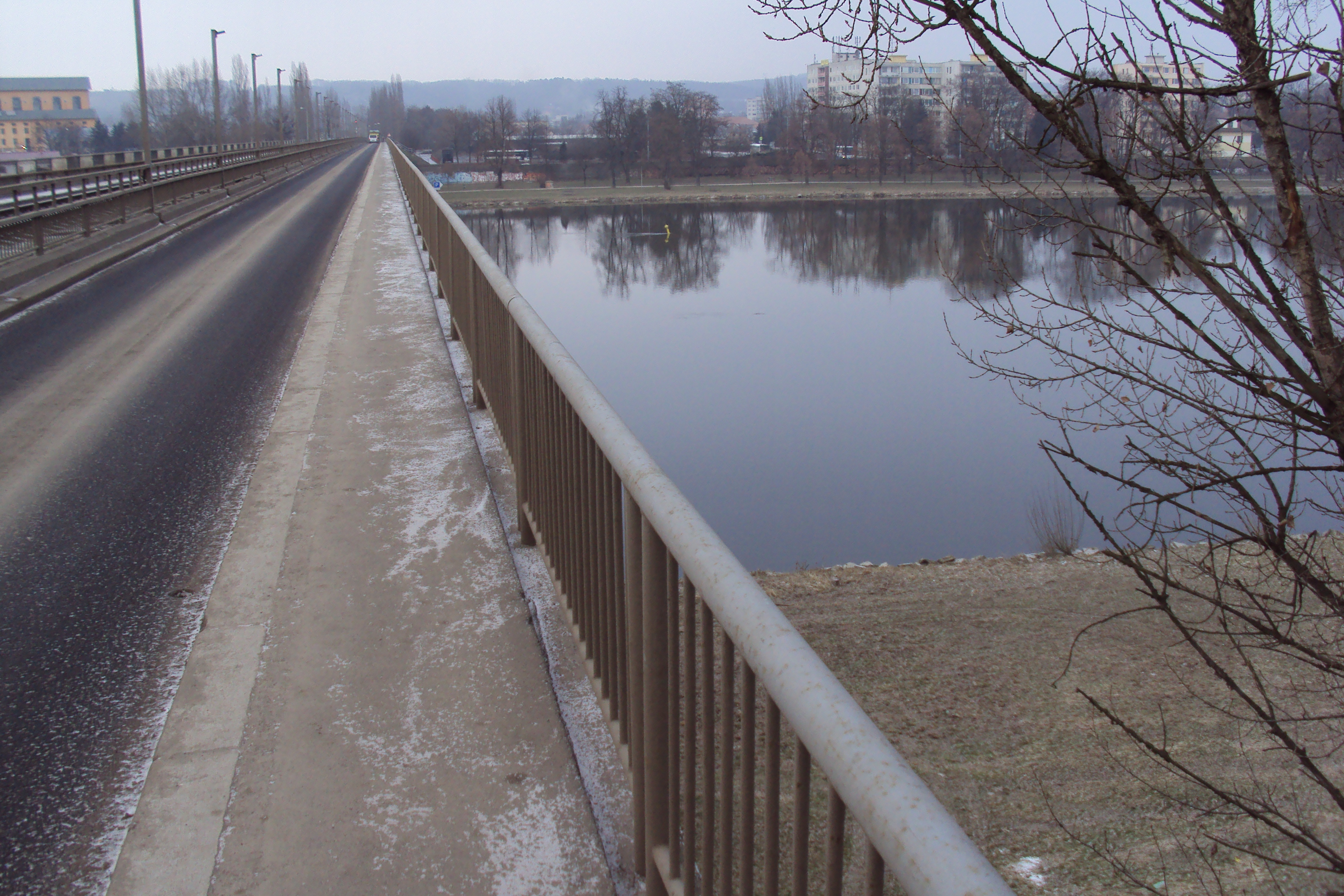
Most přes Labe ve Štětí

O přemostění ve Štětí se uvažovalo již za Rakouska-Uherska. Po otevření státní dráhy u Hněvic se v roce 1851 město rozhodlo postavit pontonový most, který byl realizován roku 1856 a zůstal zde až do regulace Labe v roce 1909. Během let 1898–1902 byla ustanovena komise ze zástupců z okresů Dubá a Litoměřice, která měla za cíl konečné vyřešení přemostění přes Labe. Po zásahu rakouských vojenských orgánů však byla komise zrušena. Po regulaci Labe byl zprovozněn přívoz, který zůstal v provozu až do roku 1973. Ten byl nahrazen mezi Štětím a Hněvicemi betonovým mostem, především v souvislosti se stavbou Severočeských papíren (SEPAP), jehož realizace probíhala v letech 1969–1973. Původně sloužil pouze vlečce, pěším a příležitostnému příjezdu sanitek. Později však byl rozšířen o dva třímetrové pruhy po každé straně vlečky, takže dnes jde vlastně o most sdružený sloužící železnici a silnici. V podélném směru jde o spojitý nosník o pěti polích o rozpětí 45 metrů, 3 × 71 metrů a znovu 45 metrů. Most je 15 metrů široký a jeho celková délka činí 326 metrů. Po dokončení obchvatu v Roudnici nad Labem byl měl být též využíván jako nejrychlejší přípojka na dálnici D8.

Stav mostu byl nevyhovující - bez osvětlení, velmi nízké zábradlí, úzká vozovka v bezprostřední blízkosti chodníku, nevhodné pro cyklisty atd. Generální oprava a úprava chátrajícího mostu byla započata na jaře roku 2019, která je vymezena trojstrannou smlouvou mezi vlastníky celé mostní konstrukce (Ústecký kraj – most, Mondi Štětí – železniční vlečka, město Štětí – nájezdy). Součástí rekonstrukce bylo, kromě zlepšení situace pro chodce, cyklisty a navýšení nosnosti mostu, i vevedení nového výjezdu a kruhového objezdu ve směru Štětí dále od centra města a obytné zóny v místě původního autobusového nádraží. Stavba vyšla téměř na 212 miliónů Kč vč. DPH. V době rekonstrukce byl zřízen přívoz pro pěší a cyklisty z důvodu napojení na hněvické nádraží.

### Železniční doprava
Štětí je město dvou rychlíkových stanic.

Starší z nich, nynější stanice Hněvice, která se nachází za mostem, byla původní stanicí Štětí. Byla však později přejmenována v rámci výstavby tratě a stanice na sever od města. Zprovozněna byla v roce 1851 při výstavbě trati z Prahy do Podmokel, z které se později stal významný železniční koridor Praha - Drážďany. Stanice byla přebudována v letech 1999–2001 během modernizace trati. Hněvická nádražní budova pochází z meziválečného období z roku 1924. Ve stanici zastavují vnitrostátní rychlíky. Mezinárodní rychlíky a vlaky vyšší kvality projíždí. Stanice je zahrnuta do systémů Esko (linky S4 a R20) a RegioTakt (linka U4), které na sebe volně navazují. Na konci roku 2017 proběhla na nevyužitých pozemcích výstavba 99 parkovacích míst z důvodu velké vytíženosti stanice parkujícími auty, které blokovaly výjezdy autobusů. Nádraží čeká ještě jedna rekonstrukce a má sloužit v budoucnu jako přestupní terminál ve stylu P+R.

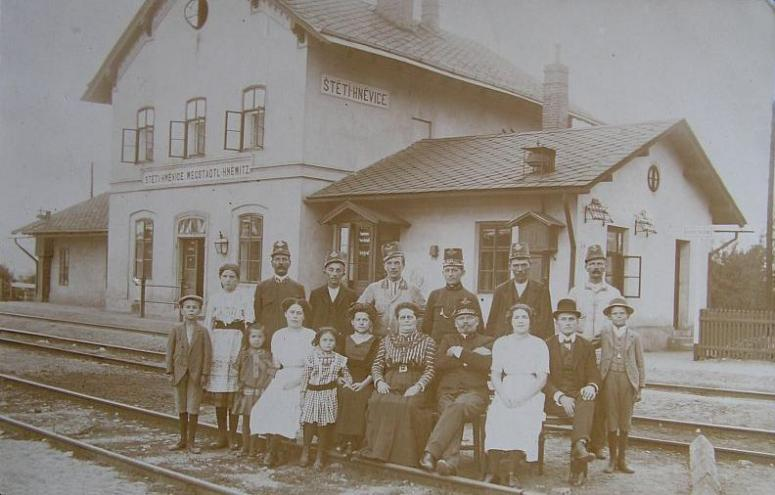
Původní nádražní budova v Hněvicích

Nad městem se nachází stanice Štětí na trati z Lysé do Ústí nad Labem. Byla vybudována v roce 1874 Rakouskou severozápadní dráhou jako součást koridoru mezi Vídní a Děčínem. Přestavěna byla v roce 1958, kdy byla elektrizována a zdvojkolejněna. Ve stanici zastavují všechny vlaky osobní přepravy, tedy i rychlíky. Stanice je zahrnuta do systémů Esko (linka S32 a R23) a RegioTakt (linky U32), které na sebe taktéž volně navazují. Ze stanice Štětí také měla vycházet jiná trať, směřující přes Radouň, Snědovice, kolem Dubé až do Doks, v celkové délce 36 km. Mělo se tak stát v době, kdy město patřilo pod politický okres Dubá, tedy důvodem nejspíše bylo významnějšího propojení okresního města s okolím. Trať však nebyla nikdy vybudována, přestože některé prameny uvádí, že na začátku 20. století byla částečně v provozu ze Štětí do Zakšína.
Obě stanice na hlavních tratích jsou úvraťově propojeny papírenskou vlečkou, která překonává Labe po štětském mostě. Jde o jediné železniční přemostění Labe mezi Lovosicemi a Čelákovicemi.
- stanice Štětí (Os, Sp, R) - trať 072 ((Kolín -) Lysá nad Labem - Stará Boleslav - Všetaty - Mělník - Štětí - Litoměřice - Ústí nad Labem)
- stanice Hněvice (Os, Sp, R) - trať 090 ((Praha Masarykovo nádraží / Praha hl. n. -) Kralupy nad Vltavou - Hněvice - Roudnice nad Labem - Lovosice - Ústí nad Labem - Děčín)

### Autobusová doprava a MHD
Bývalé autobusové nádraží ležící na okraji města v těsné blízkosti mostu a silnice II/261 bude nahrazeno zastávkou v moderním pojetí (tzv. chytrá zastávka) podél obchvatové komunikace. V roce 2011 byla zřízena zastávka v centru města pro lepší dostupnost spojů, následně pak další zastávky v roce 2020 po rekonstrukci mostu a zavedení jiné linky MHD. Regionální autobusovou dopravu v oblasti zajišťoval až do krize v roce 2006 dominantní krajský dopravce Dopravní podnik Ústeckého kraje (dále jen DPÚK). Tato společnost provozuje i nyní regionální spoje v rámci integrovaného systému Doprava Ústeckého kraje (DÚK) od roku 2015.

Městskou hromadnou dopravu tvoří linka č. 555001 Břetislava Kafky ze Chcebuzi. Ve stejné trase jezdí i další linky. Od roku 2006 zůstala DPÚK jediná linka č. 550630 kvůli zachování licence a další linku č. 552648 provozoval ČSAD Slaný a. s. V roce 2014 vyhrál výběrové řízení dopravce BDS-BUS s.r.o. a nahradil tak ČSAD Slaný jak u městské linky, tak i u linek směřujících do dalších měst. Část linek do Dubé a Ústěka provozoval ČSAD Česká Lípa. Po integraci do PID (viz níže) spojuje Štětí s Mělníkem a Prahou linka 369 (stav červen 2019: 15 spojů ve všední den a 8 o víkendu). Po rekonstrukci mostu v roce 2020 dopravu plně převzala Dopravní společnost Ústeckého kraje (dále jen DSÚK), kromě pražské a MHD linky, ke které přibyla další MHD linka č. 639 propojující obě nádraží.
Linky: (stav 01/2023)
- 100369: Štětí - Liběchov - Mělník - Praha (Březiněves, Ďáblice, Ládví) a zpět (ČSAD Střední Čechy)
- 522625: Hněvice žel. st. - Štětí - Hoštka - Polepy - Křešice - Litoměřice a zpět (DSÚK)
- 522626: Radouň - Snědovice - Drahobuz - Polepy - Křešice - Litoměřice a zpět (DSÚK)
- 522633: Hněvice žel. st. - Štětí - Hoštka - Snědovice - Úštěk a zpět (DSÚK)
- 522634: Hněvice žel. st. - Štětí - Radouň - Chcebuz - Brocno - Veselí - Újezd a zpět (DSÚK)
- 522635: Roudnice n. L. - Štětí - Hoštka - Drahobuz - Úštěk a zpět (DSÚK)
- 522639: (MHD Štětí) Hněvice žel. st. - Štětí - Štětí žel. st. a zpět (DSÚK)
- 522672: Dušníky - Roudnice n. L. - Račice - Štětí - Snědovice - Úštěk - Dubá a zpět (DSÚK)
- 522675: Roudnice n. L. - Bechlín - Hněvice - Račice - Předonín - Roudnice n. L. a zpět (DSÚK)
- 522685: Štětí - Hoštka - Roudnice n. L. - Budyně n. O. - Mšené-lázně - Libochovice a zpět (DSÚK)
- 555001: (MHD Štětí) Štětí - Radouň - Chcebuz - Brocno - Veselí - Újezd a zpět (Břetislav Kafka)

### PID a DÚK
Od 3. ledna 2017 došlo v oblasti Štětska ke vzájemné integraci Pražské integrované dopravy (PID) a Dopravy Ústeckého kraje (DÚK), jak v oblasti železnice, tak autobusové dopravy. V praxi to znamená, že u linek PID jsou částečně uznávány tarify DÚK a naopak, u linek DÚK jsou částečně uznávány tarify PID. Lze tedy použít jednu jízdenku současně na vlak i autobus. Na linkách PID patří celé Štětsko do tzv. 6. tarifního pásma, včetně železničních stanic Štětí i Hněvice, lze tedy dojet z obou stanic např. do Prahy za stejnou částku a to i přesto, že jsou vzdálenosti odlišné. Stejným způsobem lze takto využít i přímý autobusový spoj, případně MHD linku od nádraží.

## Pamětihodnosti a zajímavosti

### Kostel svatého Šimona a Judy

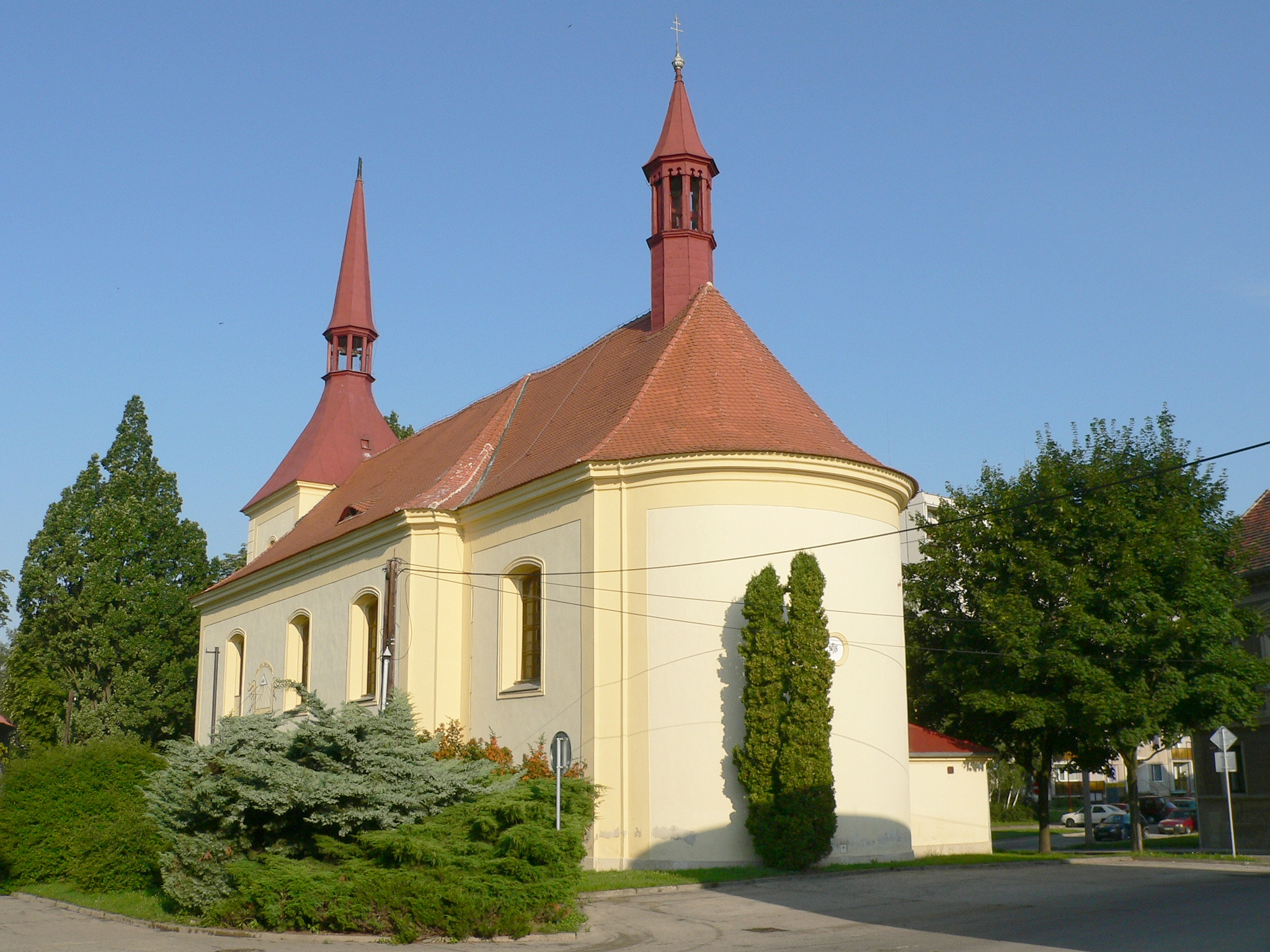
Barokní kostel svatého Šimona a Judy z druhé poloviny 18. století

Spisovatel Friedrich Bernau se prvně zmiňuje, že tento farní kostel existoval již v roce 1300, tedy v době nejstaršího osídlení v oblasti. Průkazné listiny však pochází až z roku 1352, kdy je uveden ve vizitačním protokolu českých farností. Přestože byl kostel vystaven nejspíše na umělém pahorku, byl často ohrožován různými živelními pohromami, proto není dodnes známá původní podoba kostela. Údajně vyhořel v první polovině 15. století a byl rekonstruován v roce 1452 ze dřevěných trámů. V minulosti se u kostela nacházel též i hřbitov. Původní svatyně byla těžce poškozena na počátku třicetileté války v roce 1620, kdy prošlo přes město vojsko protestantů. Oprava začala v roce 1626 pod patronátem hraběte Viléma Slavaty, zástavního držitele mělnického panství. Tento kostel byl dosti menší proti původnímu, jehož základy byly nalezeny při opravách po povodních v roce 2002. Největší katastrofa postihla kostel v roce 1784 velkými povodněmi (ledovou dřenicí), kdy z kostela zůstala pouze opukou vyzděná věž zvonice. Ještě 22. července téhož roku byl položen základní kámen nového kostela, který byl posvěcen kněžnou z Lobkowicz, Marií Ludmilou Czerninovou. Rekonstrukce kostela trvala rok a byl postaven v barokním stylu, který byl zachován do současné podoby. V roce 1930 byl restaurován architektem Jaroslavem Majorem a střecha z taškové krytiny byla opravena v letech 1998-2000. Po dokončení velkých oprav v roce 2002 uvnitř i vně kostela, byl po pár dnech opětovně zaplaven řekou do výšky 1,6 metru nad úrovní podlahy. Vahou vody se podlaha propadla do hloubky až 4 metrů a kostel se musel znovu opravovat.

Na kostele jsou umístěny sluneční hodiny s nápisem: Una erit tua ultima (Jednou bude Vaše poslední). Část vnitřní výbavy pochází z rušených pražských kostelů. Mramorový hlavní oltář byl zakoupen z kostela svatého Václava na Malostranském náměstí a vytvořil jej pražský kameník a mramorář Lauermann. Oltář je zasvěcen svatým Šimonu a Judovi Tadeáši. V kostele se nachází celkem tři oltáře. Zbývající boční dva oltáře jsou evangelní, zasvěcen Panně Marii a epištolní, zasvěcen svatému Janu Křtiteli. Ilusivní fresky za všemi oltáři a tři nástropní fresky (klenba presbytáře, strop lodi a strop nad kůrem) vymaloval malíř Josef Kramolín. Vyřezávané lavice pochází z kostela svatého Františka u Anežského kláštera.

Původně v kostele byly 4 zvony. Největší z nich, Jesus Christus Salvátor, váží 1,02 tuny s velkým českým nápisem, že byl pořízen k založení chrámu do města Štětí hrabětem Slavatou. Tři z nich byly za 2. světové války zrekvírovány. Zvon Salvátor byl však po válce vykoupen a usazen zpět na své místo. V kostele jsou tak dodnes 2 zvony. Od 3. května 1958 je kostel chráněn jako kulturní památka České republiky.

### Sochy svatého Jana Nepomuckého
Sochy se nacházejí v těsné blízkosti kostela svatého Šimona a Judy na Husově náměstí směrem k Labi. Nejedná se o původní lokalitu soch, každá z nich sem byla přemístěna z jiného místa. Levá socha, která je umístěna na vysokém hranolovitém podstavci, byla původně umístěna na Velkém náměstí (dnešní Mírové náměstí). Pravá socha má mohutnější podstavec a jsou na ní vyobrazeny také dva andílci, volutové motivy a reliéf. Pochází z první poloviny 18. století. Autoři ani jedné ze soch nejsou známi.

### Farní budova

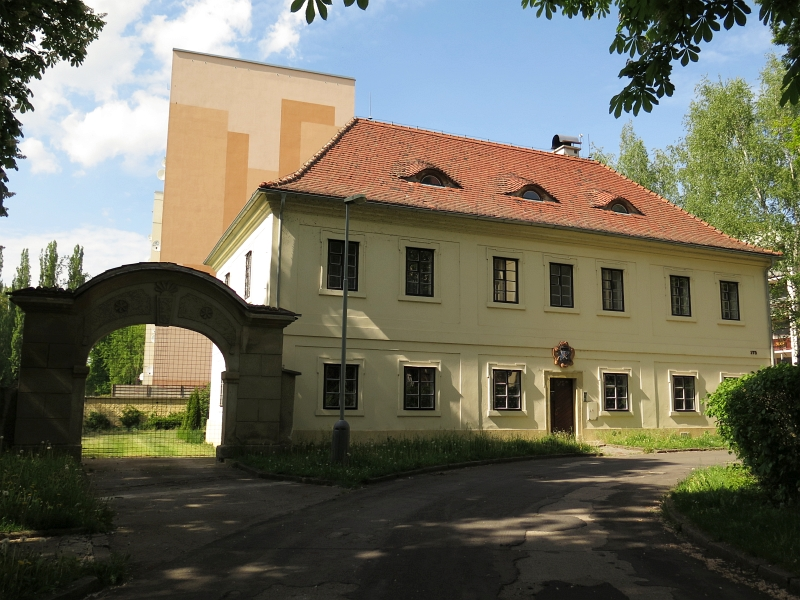
Fara s bránou

Farní budova poblíž kostela nejspíše existuje již od středověku. Dle dochovaných historických pramenů ze 17. století, objekt původně sloužil i jako farní škola. Rekonstruována byla v letech 1737 až 1738. V roce 1784 byla smetena ničivou povodní, tak jako blízký kostel. Následně po opravě kostela také probíhala rekonstrukce farní budovy následujícího roku. Jako většina památek na Štětsku je i tato budova pozdně barokního stylu, konkrétně v dekoru lizénových rámů. Při vjezdu k faře se nachází klenutá brána se segmentovým štítkem. Na faře dnes sídlí římskokatolická farnost Štětí nad Labem. Stejně jako kostel je i fara zapsána jako kulturní památka České republiky.

### Sousoší T. G. Masaryka a Edvarda Beneše
Jedná se o jediné známé sousoší prvních dvou československých prezidentů. Nachází se na pozemku 1. základní školy (Masarykova škola), jejichž autorem byl sochař Václav Šára z Příbrami. Sousoší má velmi smutnou až prokletou historii. Sochy byly hotové v roce 1938 a připraveny v Bezručových sadech k slavnostnímu odhalení na 28. října k 20. výročí existence Československa. Štětí však bylo začátkem října obsazeno německou armádou v rámci anexe pohraničí a odhalení se tak neuskutečnilo. Naopak, sousoší bylo narychlo odvezeno do neobsazeného Mělníka na předměstí Šopka československou armádou. Tam zůstalo během druhé světové války zakopané v jedné pile. Po válce bylo sousoší v roce 1948 opět připraveno k odhalení, k němuž také nedošlo, z důvodu komunistického převratu. Na dalších 20 let tak zůstalo sousoší schované ve skladě stavebnin ve Štětí. Sochy však byly nakonec vztyčeny 28. října 1968, opět v rozporuplnou dobu, po okupaci sovětských vojsk. V roce 1970 sochy opět zmizely a 7. března 1990, po 140 letech od narození T. G. Masaryka byly naposledy odhaleny.

### Další památky
| Kaple svatého Antonína Paduánského | Kaple svatého Antonína Paduánského je malá budova v Bezručových sadech. Jedná se původně o hřbitovní kapli postavenou roku 1850 v novorománském slohu, u které býval druhý městský hřbitov. Rekonstrukce kaple proběhla v roce 1995 a nyní slouží jako evangelická modlitebna. |
| Kaple Nejsvětější Trojice          | Kaple Nejsvětější Trojice byla postavena na konci 18. století v pozdně barokním slohu, v místě hromadného hrobu padlých vojáků z bitvy, která proběhla v oblasti, kde se nyní nacházejí papírny. |
| Archa ze Štětí                     | V kapli Nejsvětější Trojice byl nalezen rozměrný dvoukřídlý oltář z období let 1520–1530, který je označován jako Archa ze Štětí. Jméno autora tohoto díla je neznámé, avšak je označován po svém největším díle, tedy jako Mistr oltáře ze Štětí. Oltář je složen z reliéfně zdobených desek. Na predele je vyřezávaný reliéf Poslední večeře, pravé křídlo zobrazuje křest Krista s Janem Křtitelem a žehnajícím Bohem. Vnější strana oltářních křídel je malovaná. Je zde vyobrazen svatý Václav se svatou Ludmilou a krajinným motivem v pozadí. Oltář nejprve putoval z kaple do kostela svatého Šimona a Judy, kde se nacházel v rozebraném stavu. Později, v letech 1998–2000, byl restaurován. Poté byl dlouhodobě zapůjčen Severočeské galerii výtvarného umění v Litoměřicích. |
| Pomník padlých a radnice           | Pomník padlých s nápisem 9. 5. 1945 před radnicí se vztahuje ke dni osvobození, pomník však není původní. Byl na Mírové náměstí převezen před rekonstrukcí Bezručových sadů, kde byl umístěn. V minulosti u radnice stála vysoká socha císaře Josefa II., postavená v roce 1883 jako oslava stého výročí zrušení nevolnictví a vydání tolerančního patentu v roce 1781. V tuto dobu se ještě nejednalo o budovu radnice, nýbrž o budovu okresního soudu. Socha byla stržena československými vojáky v roce 1918. Následně zde byl vystaven pomník obětem první světové války, který byl také odstraněn, někdy po roce 1945. Na pomníku byly některá jména rodáků a obyvatel města, kteří zemřeli či zůstali nezvěstní.                                                                   |

### Památky a zajímavosti vnejbližším okolí
- barokní solnice s bránou v Počeplicích
- vesnická památková zóna lidové architektury se zachovalými dřevěnými hrázděnými domy, empírovými statky v Brocně

- barokní sýpka a zámek v Brocně

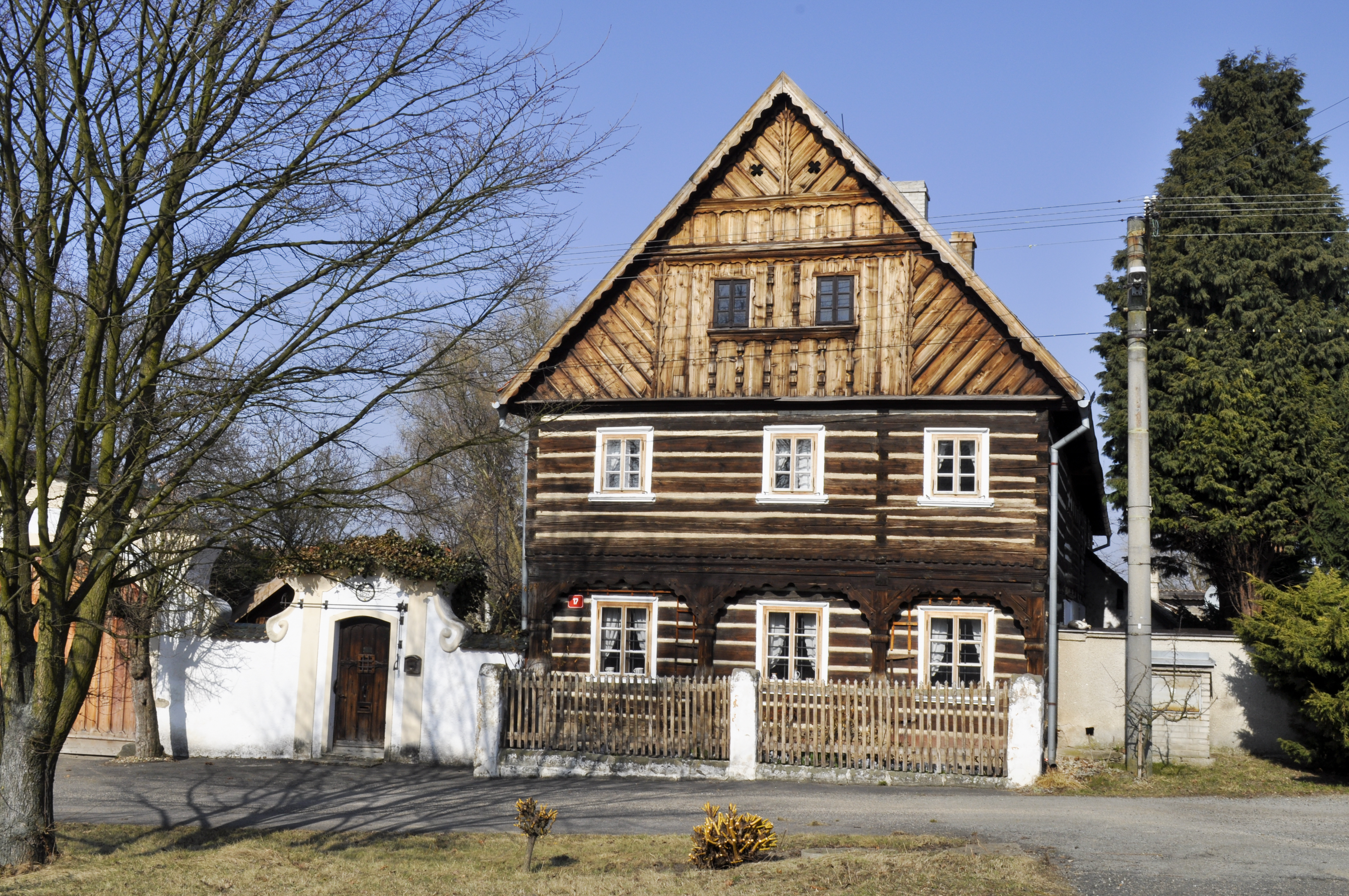
Jeden z mnoha hrázděných domů v Brocně

- částečně zachovaný židovský hřbitov u Radouně
- barokní socha a kaple svatého Floriána v Radouni
- Mariánská kaple a Hraběcí kaple v lesích za Stračím
- pískovcová formace Sedm chlebů a skalní skulptury Václava Levého (jako například Čertovy hlavy, jeskyně Mordloch a Klácelka, Harfenice, Had a jiné) v lesích mezi Stračím, Liběchovem a Želízy
- kostel svatého Petra a Pavla s farou a sousoší Panny Marie, svatého Jana Nepomuckého a svatého Vavřince na Chcebuzi
- na Chcebuzi a ve Snědovicích a okolí se roku 2010 a 2011 natáčel český film Lidice, poté se 1. června 2011 ve Štětí uskutečnila předpremiéra filmu

- světoznámý veslařský kanál v Račicích
- morový sloup na Náměstí Svobody v Hoštce
- zámky ve Snědovicích a Sukoradech
- vodárenské muzeum ve Vrutici
- Barokní zámek v Liběchově
- ranč Dlouhá Míle v Záluží
- rodný dům Josefa Hory v Dobříni
- zámek Slavín s rozhlednou nad obcí Tupadly

## Osobnosti

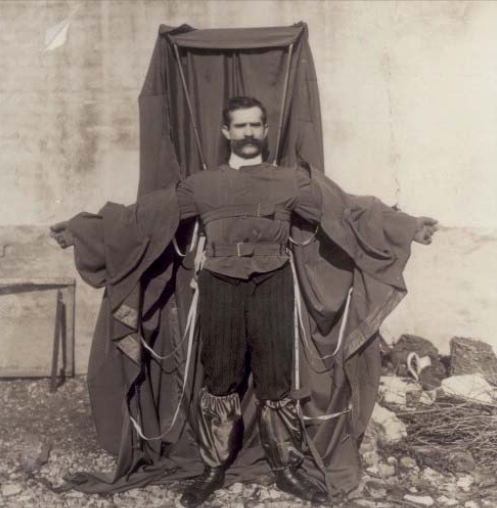
Franz Reichelt se svým parašutistickým oblekem

Ve Štětí se nenarodila žádná slavná či významná osoba ve světě, snad jen Franz Reichelt, který byl amatérský vynálezce a průkopníkem parašutismu. Později provedl seskok, při kterém se mu neotevřel padák a na místě zemřel. Přesto však jeho snaha nebyla až tolik marná a dala později základ sportu zvanému wingsuiting. Město je však spojeno s významnými osobnostmi v různých obdobích života. Často se jedná o osobnosti, které přijely za zaměstnáním a pracovaly v místních papírnách. Přesto však nejvýznamnější historickou osobou meziválečného Štětí je jistě Augustin Lukeš, který ještě ve vojenském obleku dorazil do poněmčeného města, kde začal vyučovat, vychovávat mládež a přednášet pro dospělé. Později se stal ředitelem škol a poté i starostou města. Během války zemřel v Osvětimi. In memoriam mu bylo uděleno válečné vyznamenání a byl také jmenován školním inspektorem. Štětí po něm pojmenovalo ulici, ve které žil a k uctění památky byla instalována mramorová deska na jeho rodném domě (čp. 360).
Rodáci
- Jan Ondřej Kayser z Kaysernu (1716–1776), biskup královéhradecké diecéze
- August Hackel (1863–1932), právník a politik, poslanec zemského sněmu, člen vedení firmy Schicht
- Franz Reichelt[75][76] (1878–1912), krejčí a amatérský vynálezce, který provedl nepovedený seskok z Eiffelovy věže
- Josef Thaut (*1905), bývalý československý fotbalový reprezentant

Významné osobnosti

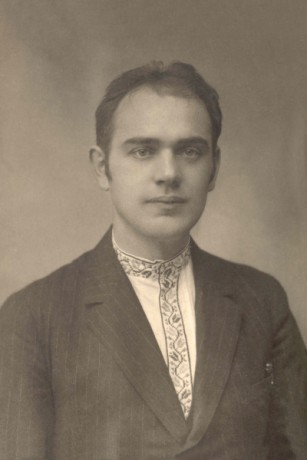
Augustin Lukeš

- Bedřich Bernau (1849–1904), český spisovatel a cukrovarský úředník
- Josef Hubáček (1850–1900), český právník a konzervativní novinář, představitel staročeské strany
- Karl Ungermann (1852–1915), rakouský a český politik německé národnosti, poslanec Českého zemského sněmu
- Václav Leopold Voseček (1882–1969), námořní pilot
- Augustin Lukeš (1894–1942), český učitel a herec, byl jednou z nejvýznamnějších osobností meziválečné štětské historie
- Ernst Kreische (1902–1944), německý učitel, básník a spisovatel
- Ferdinand Plhal (1926–2010), český katolický kněz, člen řádu salesiánů
- Bohumil Urban (*1934), český a československý politik KSČ, ministr průmyslu České socialistické republiky, ministr zahraničního obchodu ČSSR, místopředseda vlády České socialistické republiky a ČSSR
- Jaroslav Bílý (1935–2010), český skladatel a dirigent
- Jiří Lhotský (*1946), český dirigent, hudební pedagog, trumpetista, houslista a skladatel, mimo jiné dirigent a hudebník Severočeské harmonie Štětí
- Josef Pecinovský (*1946), český sci-fi spisovatel
- Stanislav Šmíd (1949–2013), kameraman KTV Štětí a fotograf
- Richard Mandelík (*1953), český politik, poslanec České národní rady a Poslanecké sněmovny za ODS
- Milan Kolouch (*1965), bývalý československý fotbalista

## Galerie

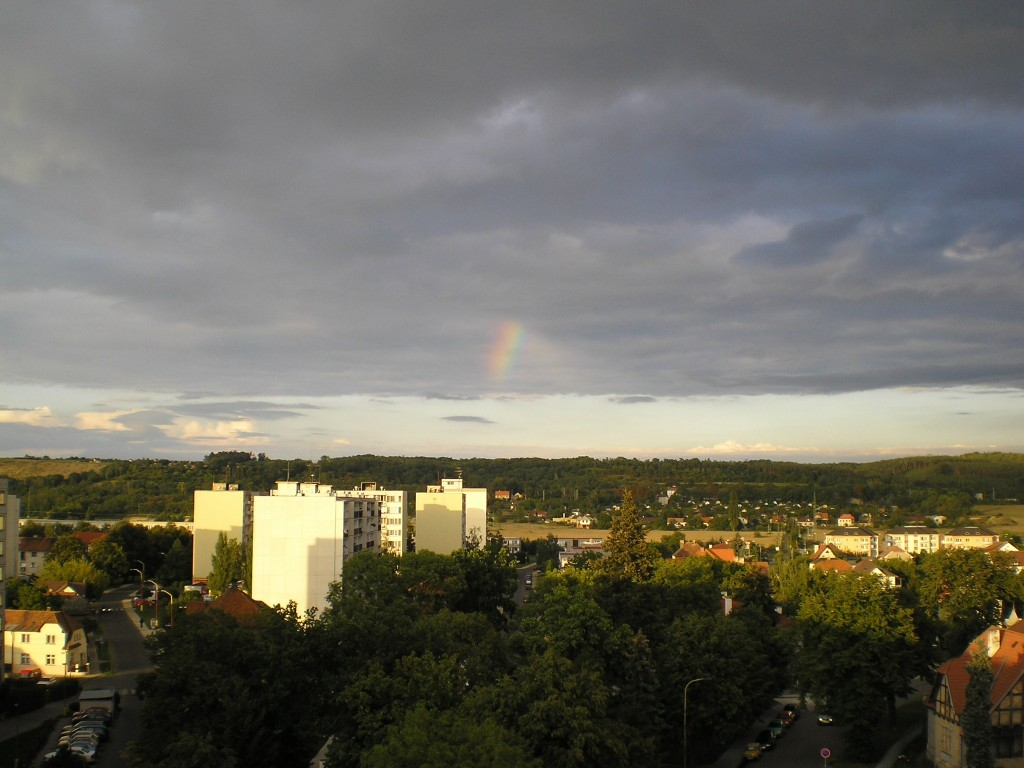
Bezručovy sady, v pozadí svahy Radouňského vrchu a nádraží
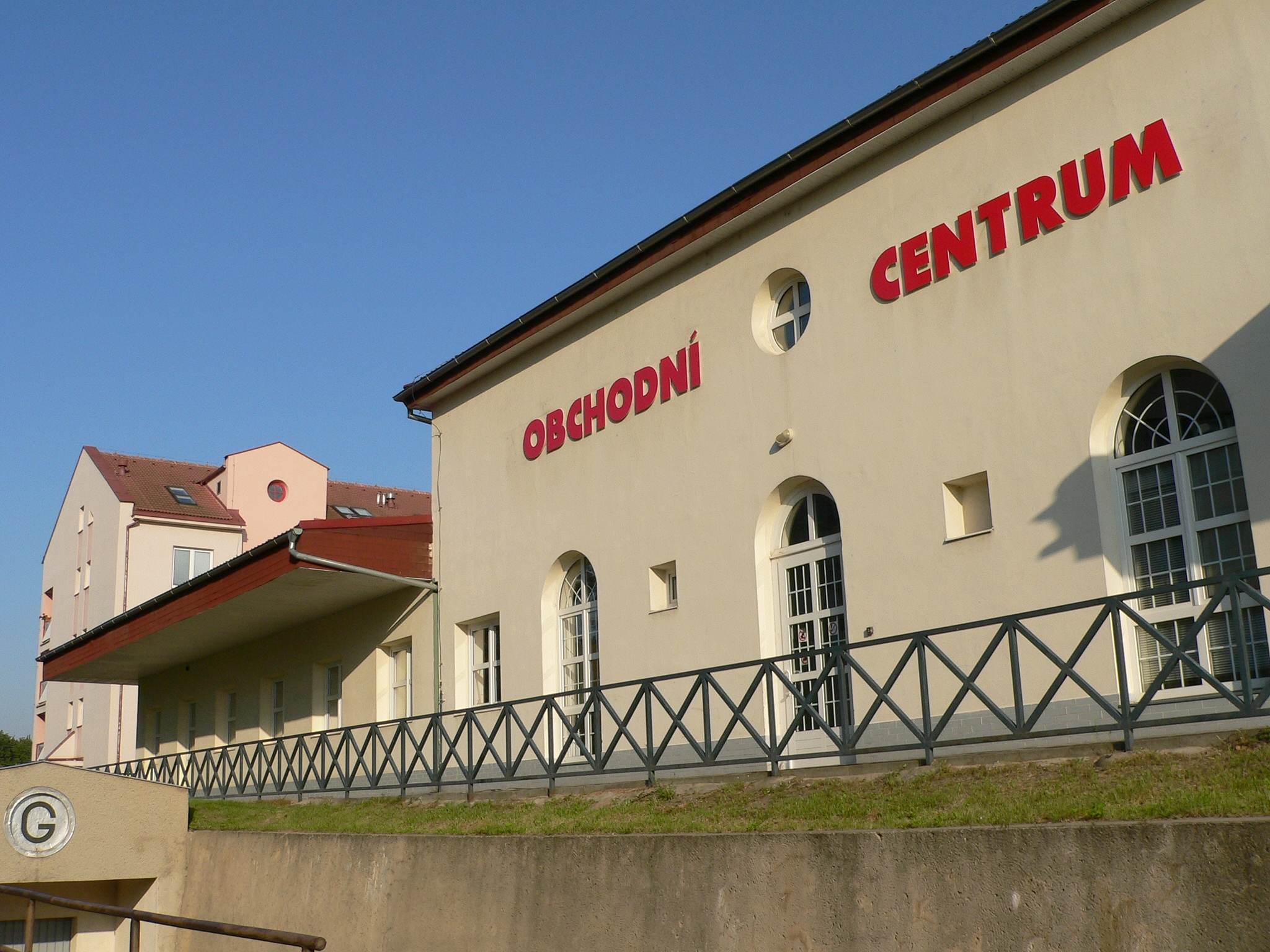
Městská tržnice
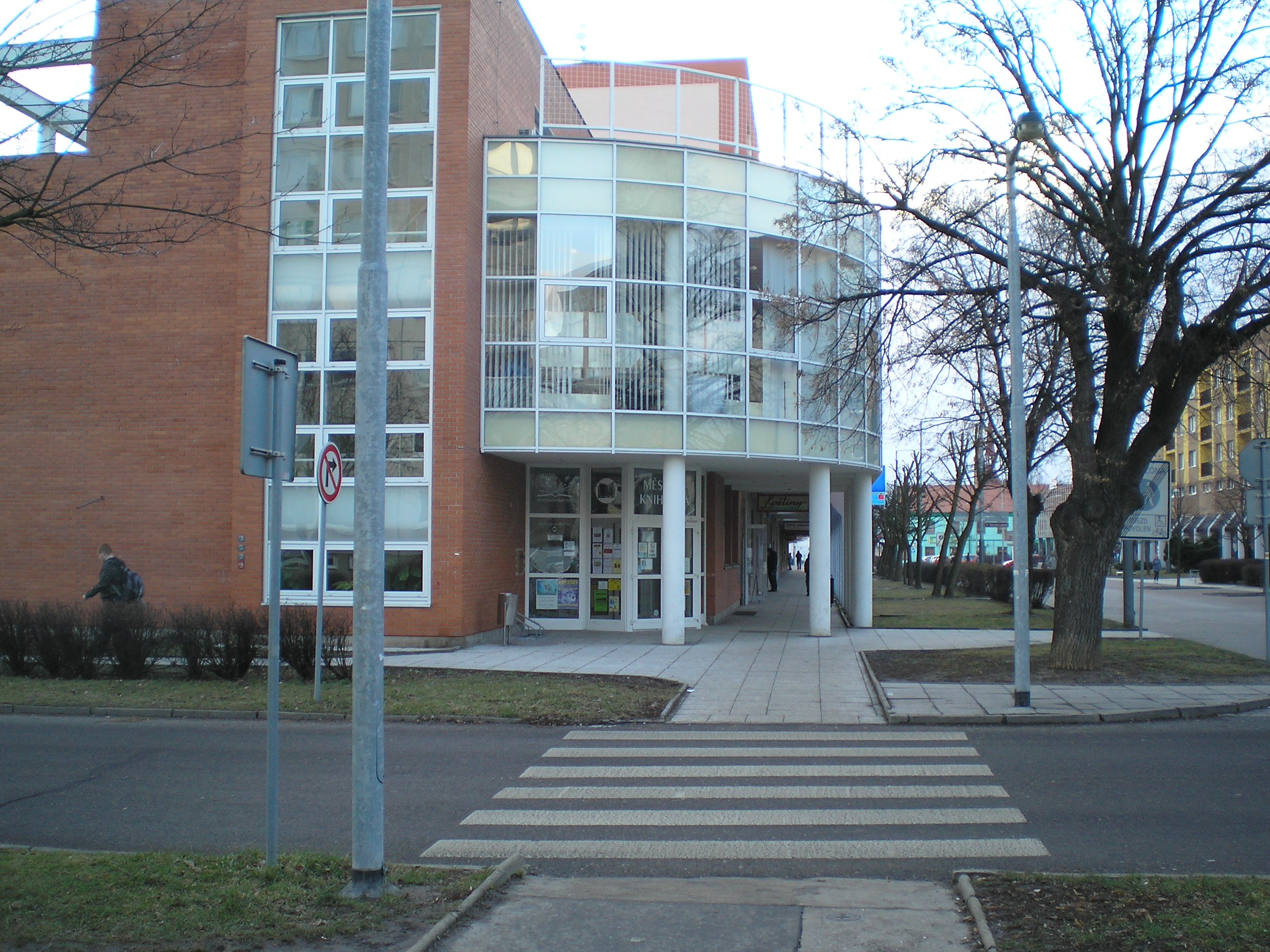
Městská knihovna
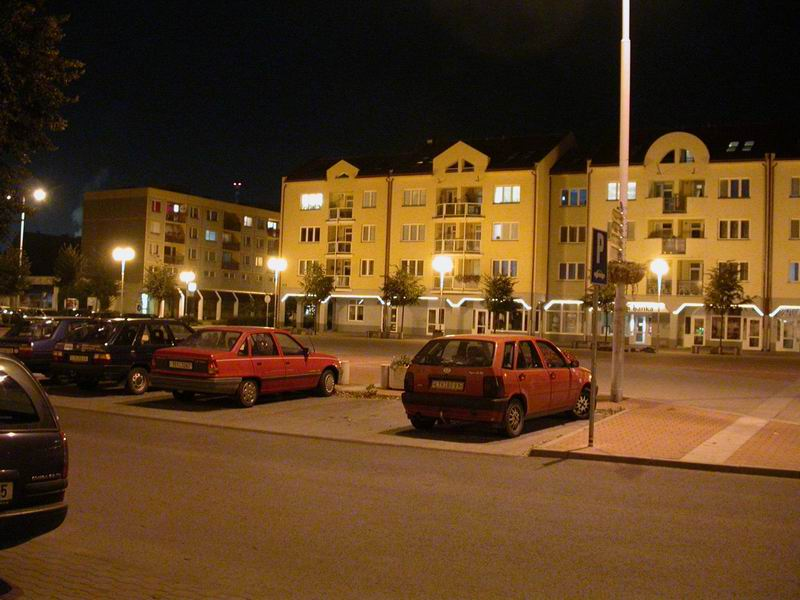
Centrum města v noci
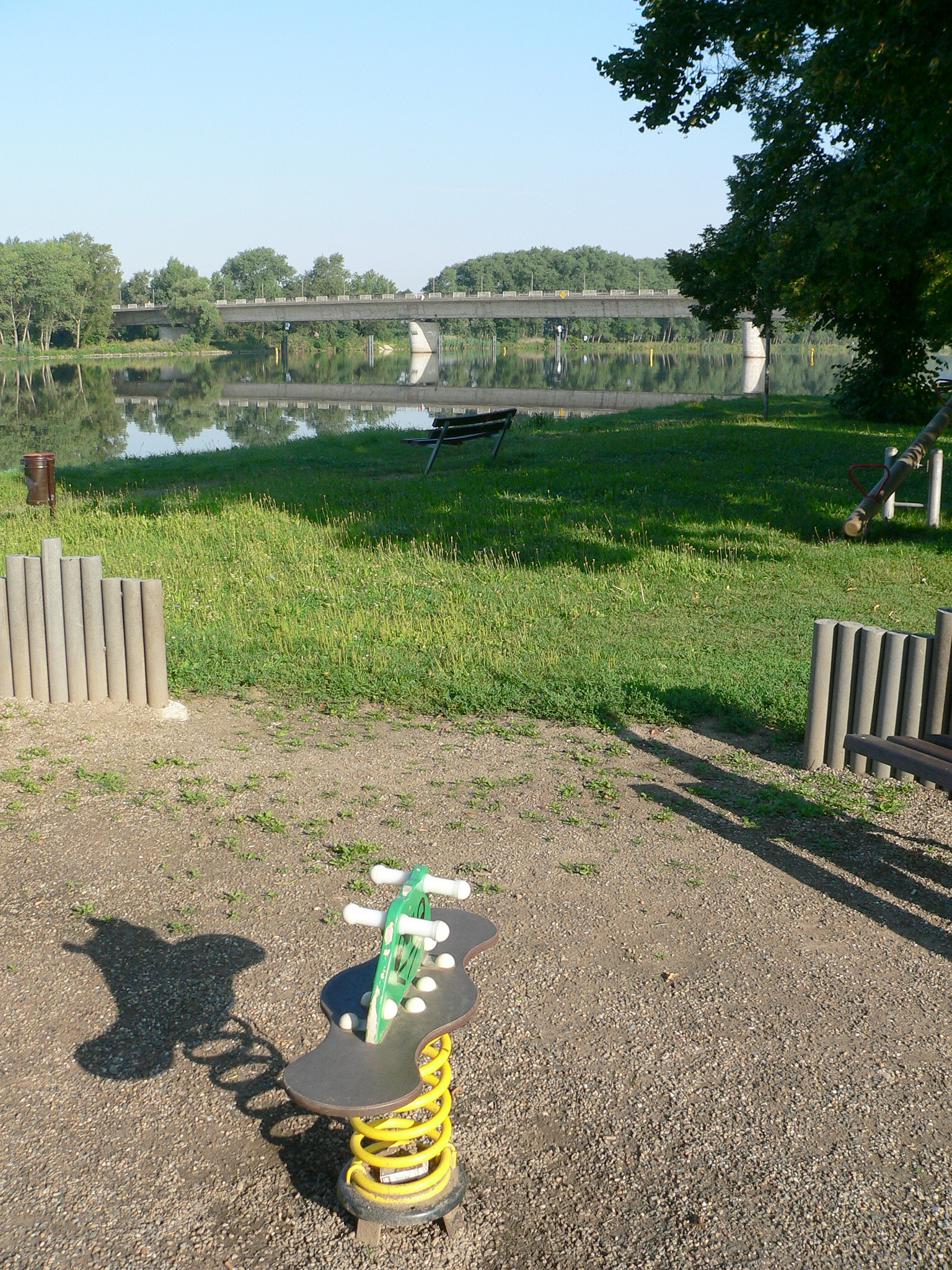
Štětský most, pohled od města
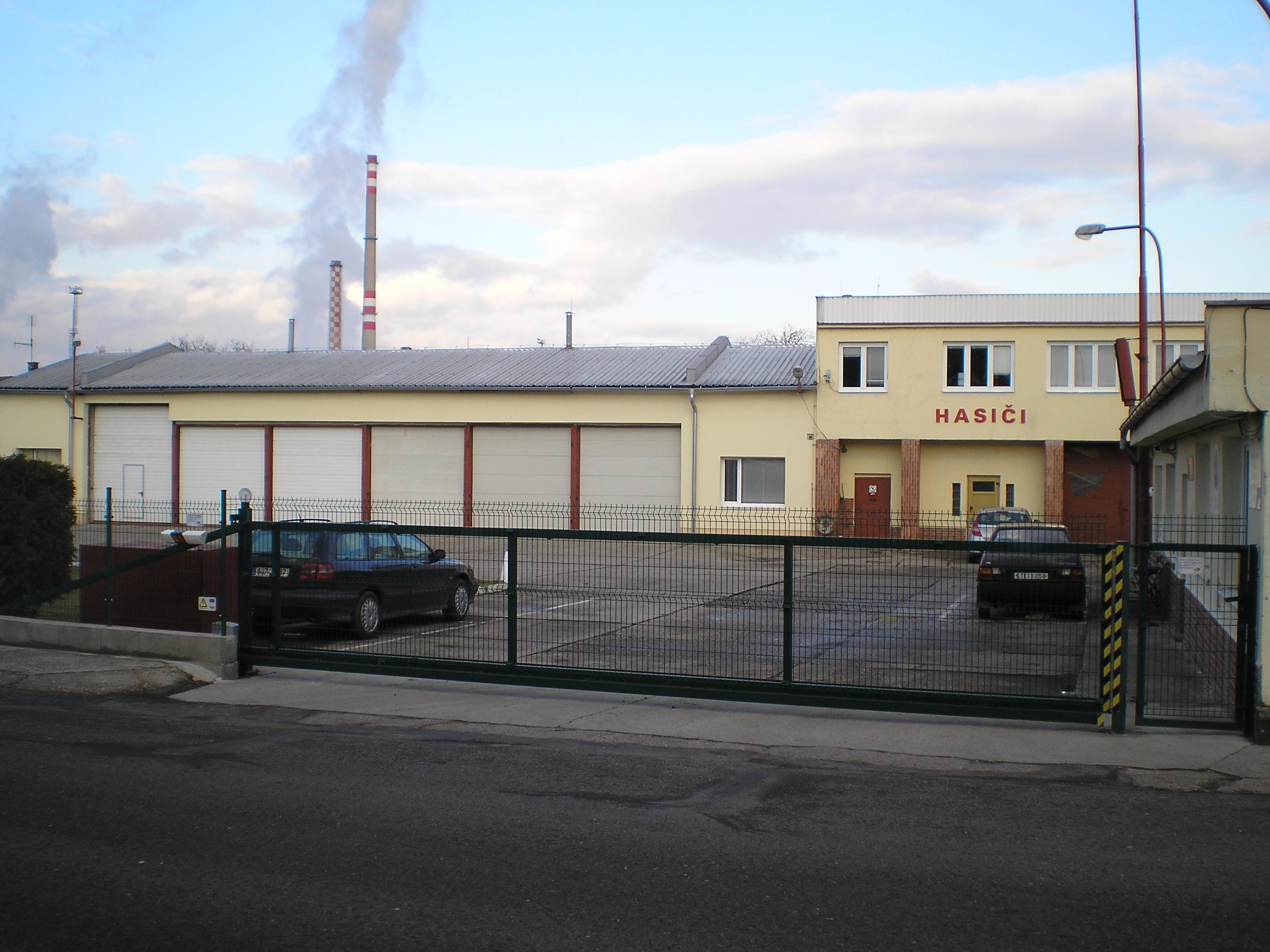
Hasičská stanice
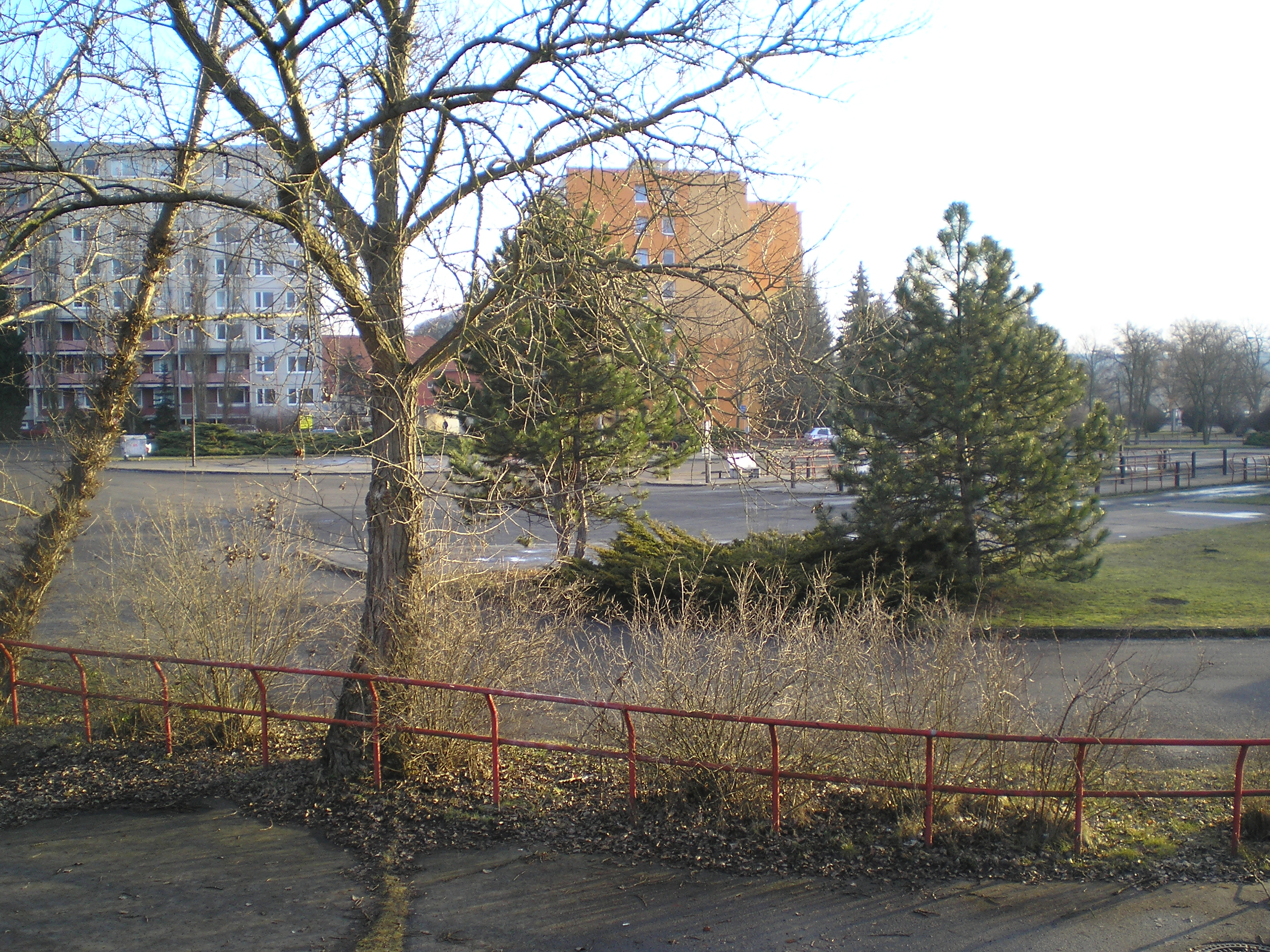
Bývalé autobusové nádraží města
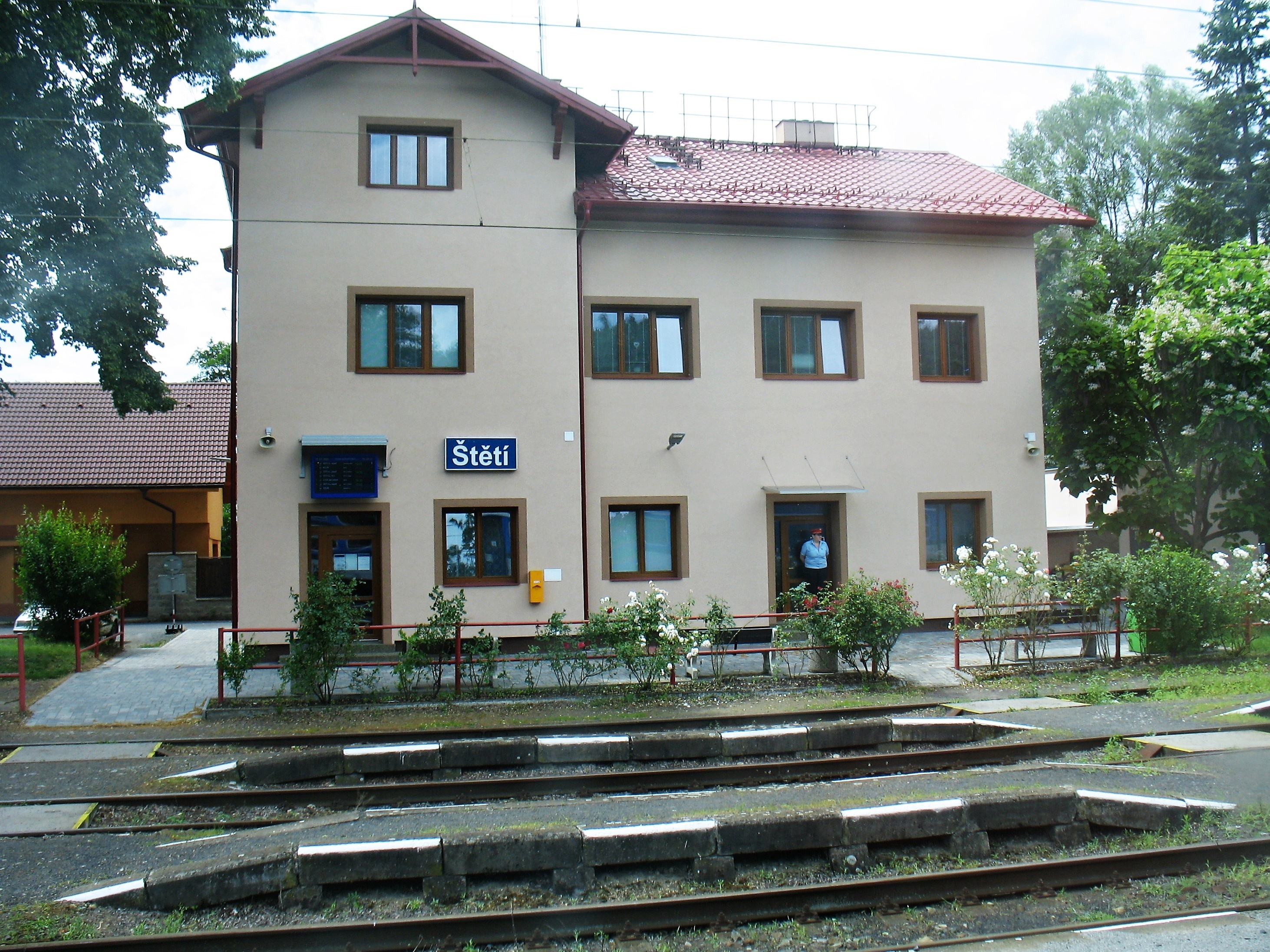
Nádražní budova stanice Štětí
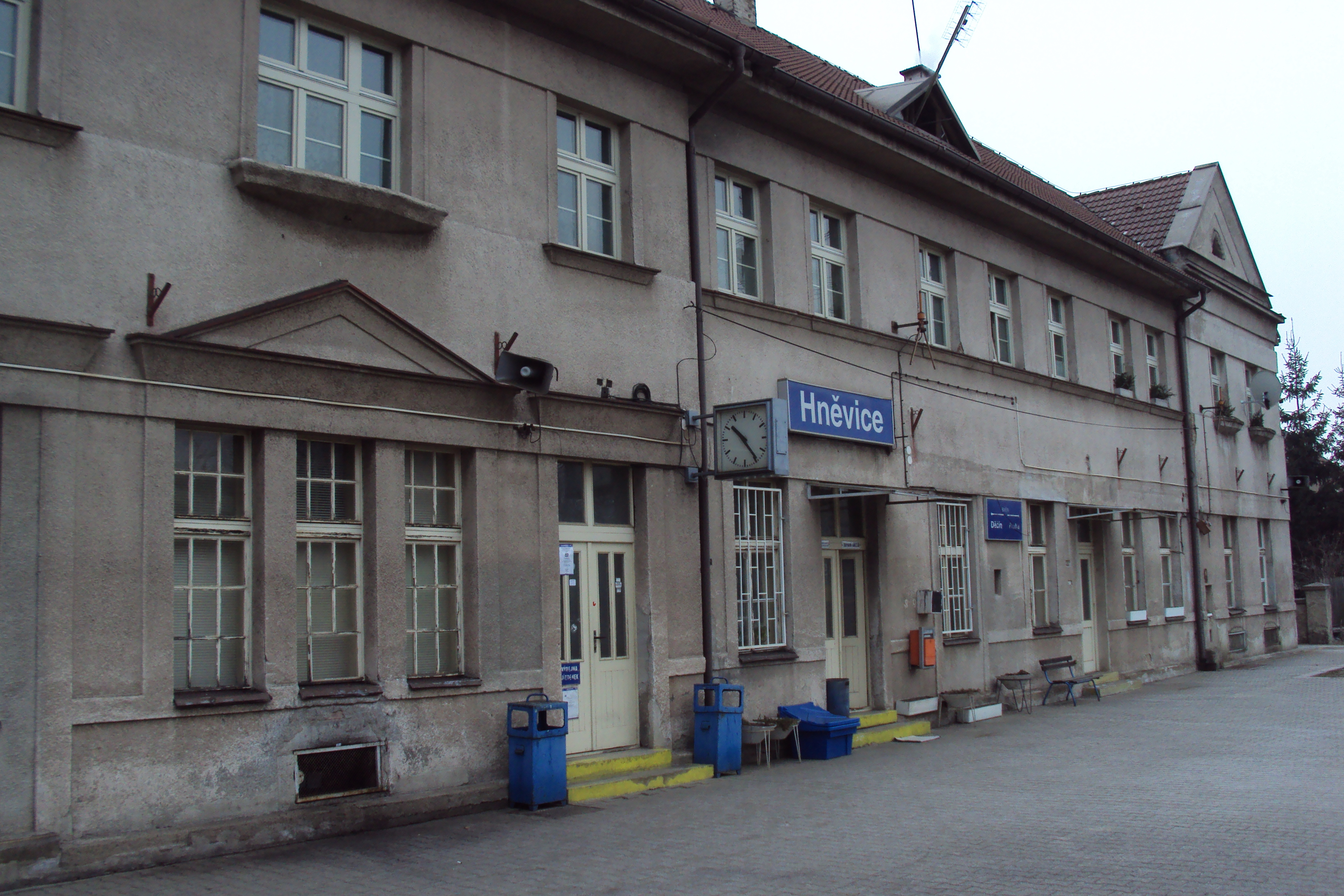
Nádražní budova stanice Hněvice
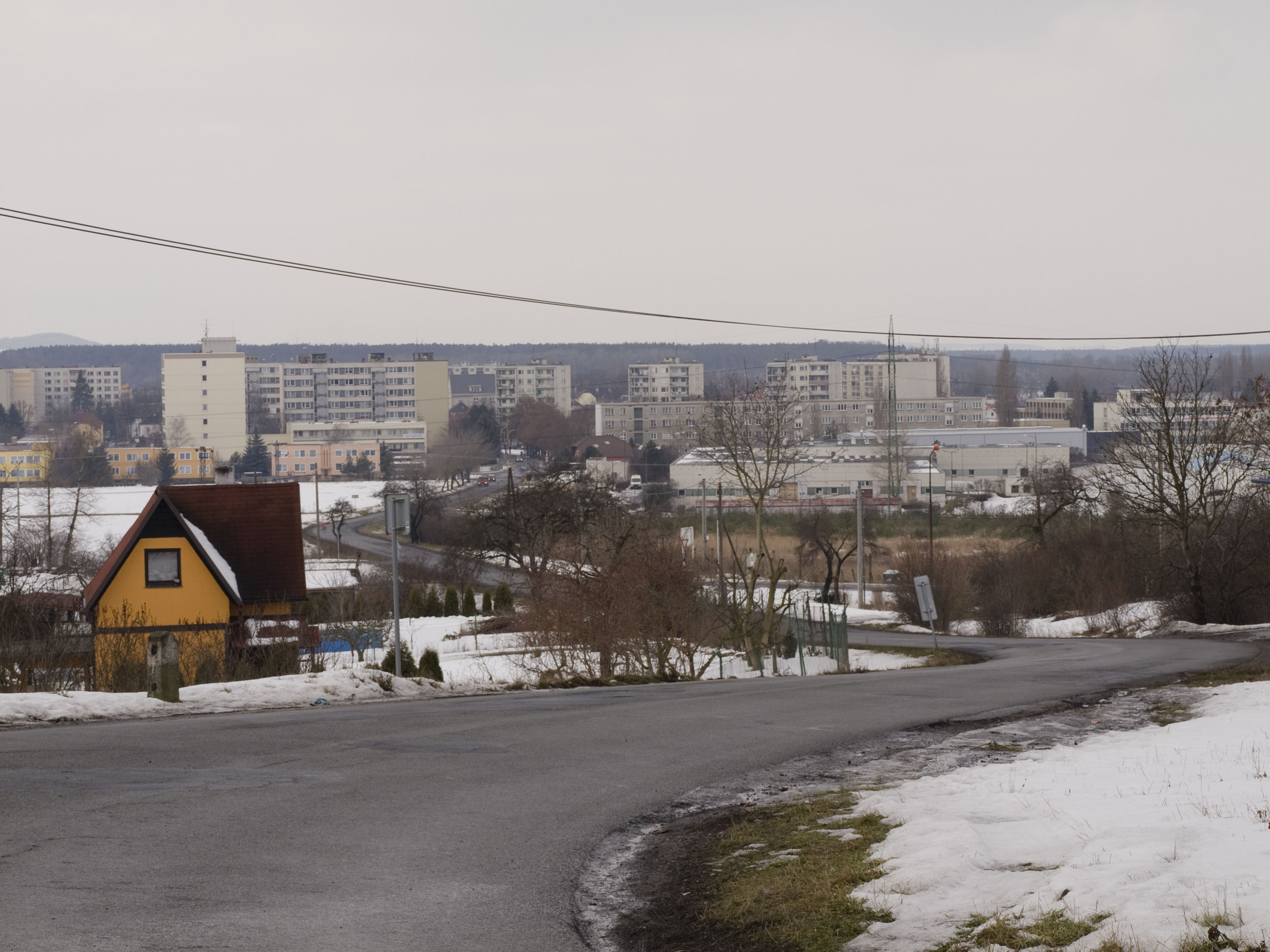
Město od štětského nádraží